# Paris sous l'occupation allemande

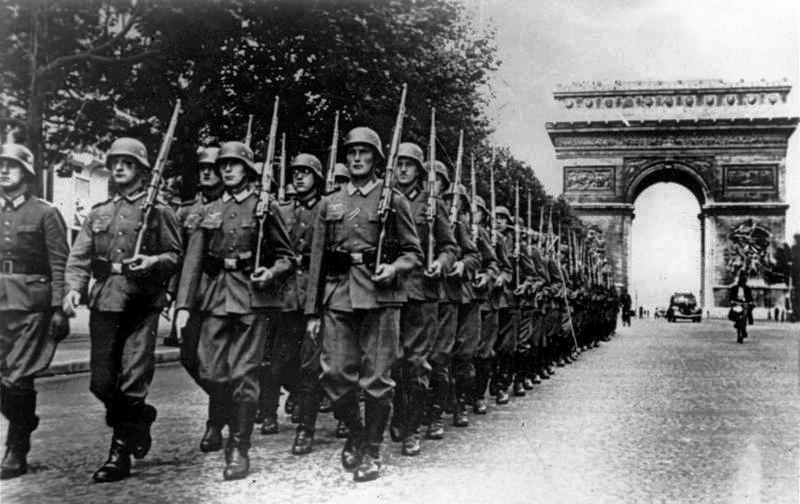
Soldats allemands paradant sur l'avenue des Champs-Élysées, le 14 juin 1940.

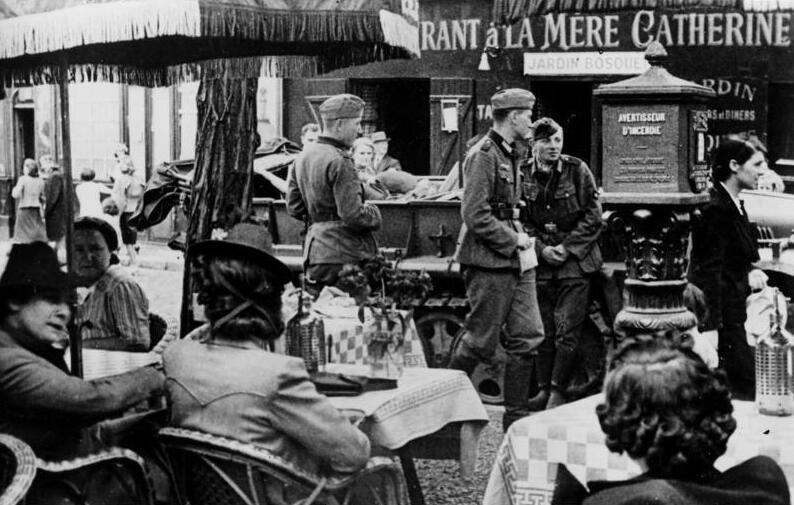
Restaurant À la mère Catherine, place du Tertre,. Cette photo, prise en juin 1940, montre parmi la population, des soldats mobilisés par le Fall Rot ayant investi la capitale.

Paris subit l'occupation allemande entre le 14 juin 1940 (arrivée des troupes allemandes) et le 24 août 1944 (entrée de la 2e DB). Cette occupation se caractérise par la pénurie, la dictature de l'occupant et les rafles de Juifs, comme celle du Vél’ d’Hiv’.

## Contexte en 1939-1940

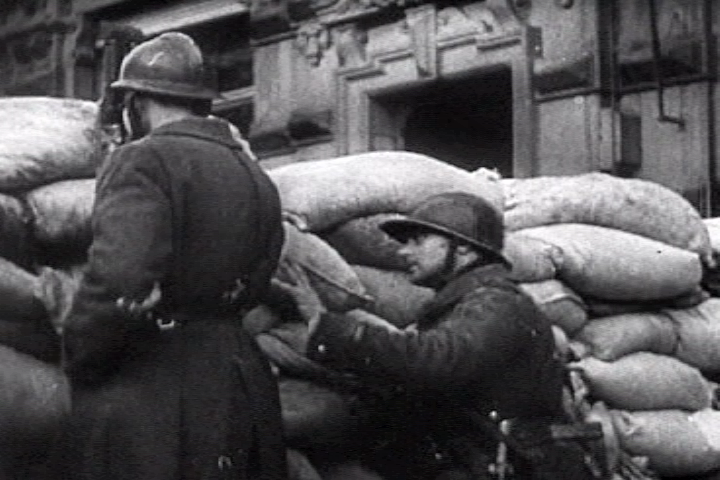
En 1940, l'armée française érige des barricades avec des sacs de sable dans certaines rues de Paris, mais elles n'ont jamais été utilisées (image de Divide and Conquer de Frank Capra).

Le 3 septembre 1939, la France déclare la guerre à l'Allemagne. Pendant ce conflit, la ville est déclarée ville ouverte lors de la débâcle militaire de 1940. Ainsi épargnée dans l'immédiat, Paris est dès lors occupée par les troupes de la Wehrmacht jusqu'à la Libération de 1944.
Paris cesse d'être la capitale du pays et devient le siège du commandement militaire allemand en France (Militärbefehlshaber in Frankreich), impliquant une forte présence de troupes et de services des ennemis.

## L'occupation de Paris
Les troupes allemandes entrent dans Paris le 14 juin 1940. Le drapeau à croix gammée flotte sur la tour Eiffel. Von Bock descend les Champs Élysées avec ses troupes.

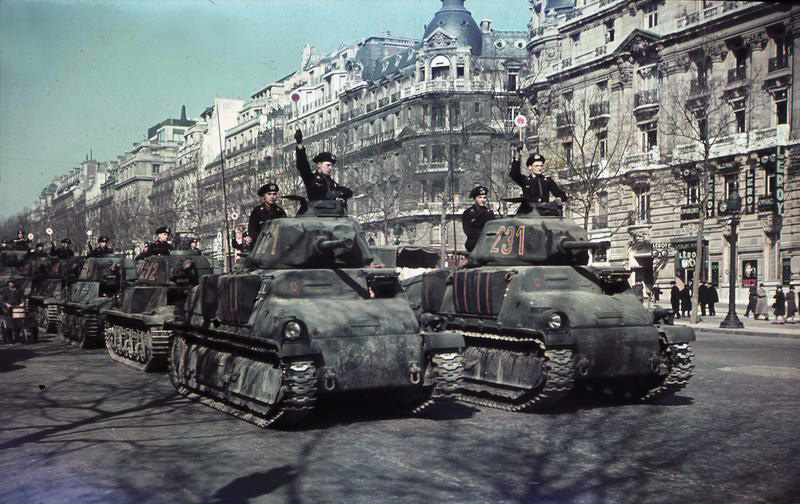
Défilé de Panzers à Paris sur les Champs-Élysées en 1941. Les chars sont des Somua S-35 et Hotchkiss H-35/39 (2e rang) français capturés, que l’armée allemande a réutilisés en les réimmatriculant.

### Installation des troupes allemandes
Dès leur arrivée, les Allemands marquent leur empreinte dans une ville déclarée ville ouverte et qui n’est dès lors plus défendue, et amputée des deux tiers de sa population (il ne reste qu’un million de personnes) et de son gouvernement (installé en Touraine puis à Bordeaux). L’historienne Christine Levisse-Touzé dit, à propos des nouveaux occupants : « ils marquent leur territoire symboliquement en remplaçant les drapeaux tricolores par l’oriflamme nazie sur les édifices publics, les sièges de la République, comme l’Assemblée nationale et le Sénat, qu’ils investissent. La Wehrmacht défile sur les Champs-Élysées. D'entrée de jeu, il y a cette force affichée de puissance occupante », bien qu’un des soucis de l’occupant allemand soit de maintenir la paix civile. Les habitants sont interdits de sortir. Les soldats allemands ont de leur côté ordre de bien se comporter sous peine de sanctions ; des affiches vantent, pour la population, les mérites de ces derniers (« Faites confiance au soldat allemand »).

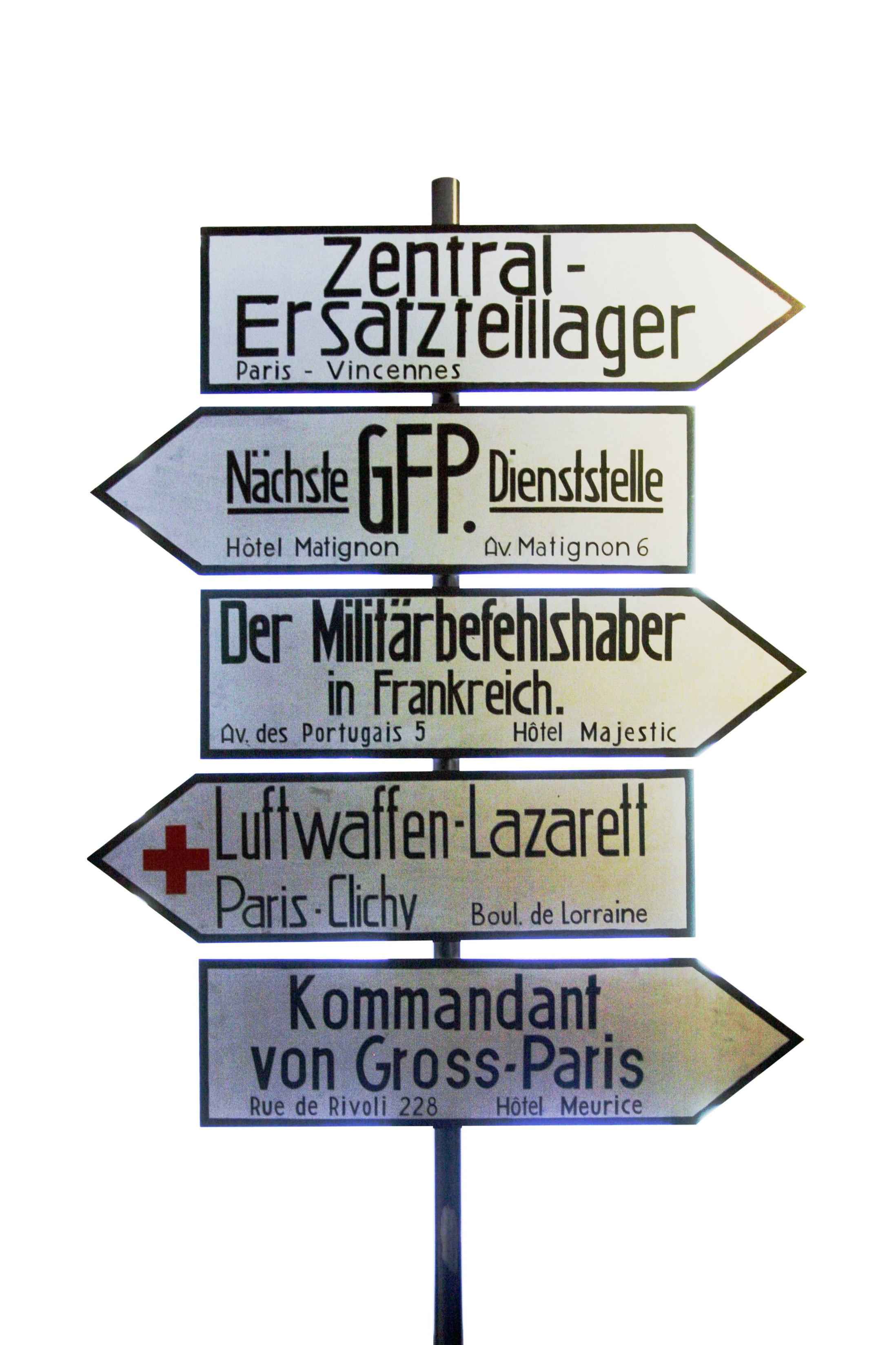
Panneau en allemand.

Peu à peu, de nouveaux panneaux voient le jour, écrits en allemand pour aider l'occupant à se diriger, les horloges principales sont réglées à l'heure de l'Allemagne, un nouveau cours monétaire entre le franc et le mark est imposé. Quatre cents millions de francs sont demandés quotidiennement à titre de frais d'occupation. L'écrivaine Cécile Desprairies note que l'occupation de Paris par les Allemands, si elle est plus rapide que prévu, ne montre « aucune improvisation, ils préparaient ce jour depuis trois ans, en s'appuyant sur les plans du cadastre, et avaient établi un recensement scrupuleux des immeubles à réquisitionner selon deux critères : haussmanniens - parce que confortables - et possédant une double entrée, en cas d'attaque ». 

### Immeubles réquisitionnés
Ces immeubles étaient :

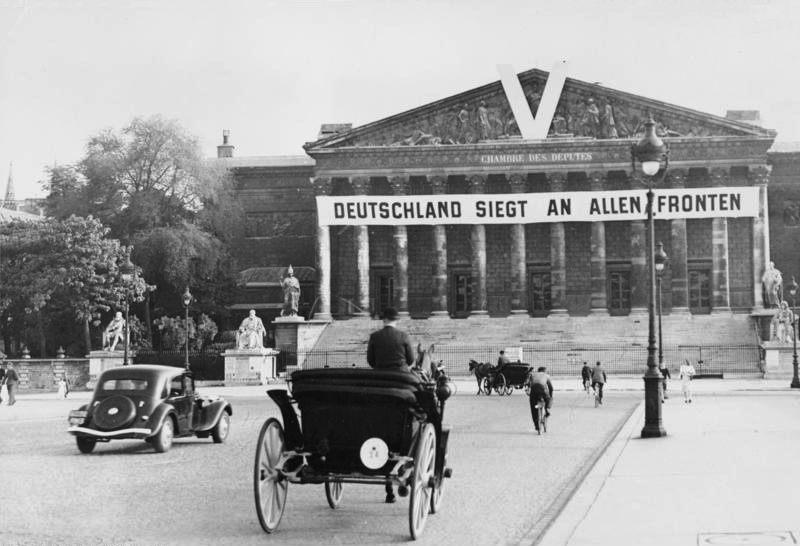
Propagande allemande sur la façade du Palais Bourbon : Deutschland siegt an allen Fronten (« L’Allemagne vainc sur tous les fronts »).

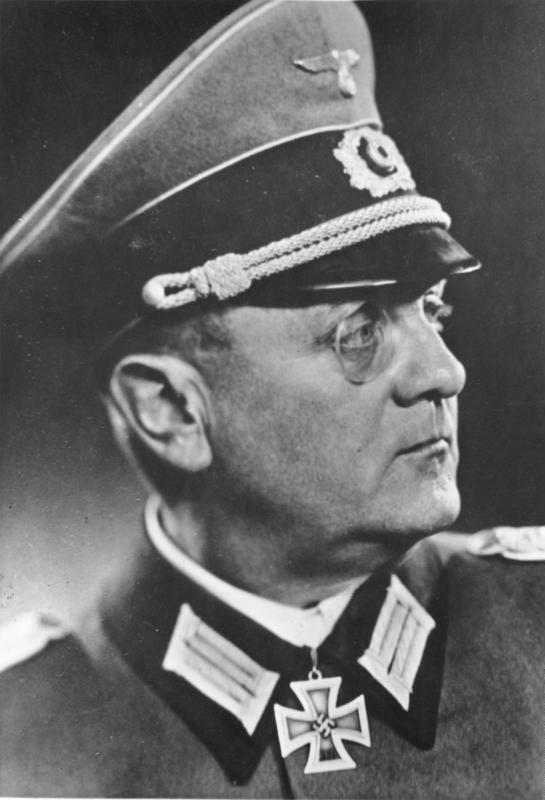
Le gouverneur militaire de Paris en 1944, Dietrich von Choltitz.

- hôtel Majestic, avenue Kléber : siège du « haut commandement militaire allemand en France » (MBF, Militärbefehlshaber in Frankreich).
- hôtel Lutetia, 43 boulevard Raspail : siège de l'Abwehr[5].
- hôtel Ritz : siège de la Luftwaffe[b].
- hôtel Meurice : commandement du Gross Paris (où siègent les différents gouverneurs militaires de Paris).
- angle de la rue du 4-Septembre et de l'avenue de l'Opéra : siège de la Kommandantur.
- 52 avenue des Champs-Élysées : Propagandastaffel.
- hôtel de Beauharnais, 78 rue de Lille : ambassade d'Allemagne (Otto Abetz est l’ambassadeur).
- hôtel Continental, 3 rue de Castiglione et rue de Rivoli : tribunal d'exception.
- 31 bis avenue Foch (surnommée « avenue boche ») : Affaires juives[7].
- 72 avenue Foch : Sipo-SD (Police de sûreté allemande, intégrant Gestapo et police criminelle allemande) pour la France.
- hôtel Crillon (place de la Concorde) : siège du gouverneur militaire de Paris, de la Feldgendarmerie et logement d'officiers du tribunal militaire de la Kommandantur[8].
- 180 rue de la Pompe : bureaux de la Gestapo (dite de la rue de la Pompe et dirigée par Friedrich Berger). Travaillait en lien avec la Gestapo de l'avenue Foch.
- 93 rue Lauriston : bureaux de la Gestapo française ou La Carlingue (dirigée par Henri Chamberlain dit Lafont et Pierre Bonny. Aussi appelée la bande Bonny et Lafont)..

Il y a une annexe au 3 bis place des États-Unis.
- 11 rue des Saussaies : autre siège de la Sipo-SD (Police de sûreté allemande) à Paris. Appelé KDS Paris (Kommando des Sipo-SD). Il s'agit aujourd'hui du ministère de l'Intérieur.
- rue d’Anjou : Un des bureaux de la Feldgendarmerie (Police aux armées de la Wehrmacht) et au n°51 l’Armeefeldpostmeister[5].
- hôtel Ambassador, 16 boulevard Haussmann : siège du commandement du secteur est du Gross Paris
- hôtel d'Orsay, 93 rue de Lille : siège du commandement du secteur sud du Gross Paris
- hôtel Vernet, 23-25 rue Vernet : siège du commandement du secteur nord-ouest du Gross Paris
- palais Bourbon, quai d’Orsay : administration du Gross Paris
- palais du Luxembourg : État-Major de la Luftwaffe-ouest[9].
- hôtel des Invalides : service de l’État major
- 12 rue de Varenne : tribunal militaire allemand de la Wehrmacht
- rond-point des Champs-Élysées : siège de l’Oberkommando der Wehrmacht (OKW)
- École militaire, caserne du Château-d'Eau (actuelle caserne Vérines, 17 place de la République), caserne de Clignancourt : casernes
- hôpital de la Salpêtrière et hôpital Lariboisière : hôpitaux allemands
- 27 et 57, boulevard Lannes : domicile de Carl Oberg (pour le 57) et bureaux du Sicherheitsdienst (Service de sécurité, SD) et de (Sicherheitspolizei) (SIPO, Police de Sûreté)
- 41-49 rue de la Faisanderie : une partie de l'état-major du Befehlshaber der Ordnungspolizei (BdO) y est logée.
- palais Rose (avenue Foch), villa Coty (avenue Raphaël), hôtel Ritz (place Vendôme) : domiciles des hautes personnalités allemandes (palais Rose : le commandant en chef des troupes d’occupation allemandes en France, d’abord le général Otto von Stülpnagel, puis à partir de 1942, son cousin, le général Carl-Heinrich von Stülpnagel, et enfin pendant un mois, à partir de fin juillet 1944, le général Karl Kitzinger (de)[c]).
  - hôtel de la Marine (place de la Concorde) : lieux occupés par la Kriegsmarine[10].
- institut dentaire George-Eastman : hôpital militaire pour les soldats allemands
- lycée Claude-Bernard : caserne SS (un bunker est construit dans ses sous-sols).
- lycée Jean-de-La-Fontaine : services administratifs de la Kriegsmarine.
- Grand Palais : des véhicules militaires allemands y sont stationnés. En août 1944, la nef est bombardée et un incendie se déclare, sans grandes conséquences, dans une partie de l'édifice ; les pompiers sont toutefois gênés dans leur travail par le sauvetage des animaux d'un cirque qui a élu domicile sous la grande verrière. Ils doivent aussi protéger les œuvres envoyées pour une exposition par des artistes mobilisés ou prisonniers.
- hôtel Commodore (12 boulevard Haussmann) puis 54 avenue d'Iéna : Einsatzstab Reichsleiter Rosenberg[11].
- Grands Magasins Dufayel : lieu de stockage.

Des bunkers sont également construits dans la capitale, notamment dans la gare Saint-Lazare, au premier sous-sol face aux voies 4 et 5 à l'arrière de l'ancienne galerie marchande ; il est détruit en 2009 lors du réaménagement de la gare.
Le siège de la Légion des volontaires français contre le bolchevisme (LVF) se trouve 19 rue Saint-Georges (9e arrondissement de Paris) et le ministère de l'Information du régime de Vichy 10 rue de Solférino (7e arrondissement).

### Métro parisien
Les autorités d'occupation imposent leurs conseillers à la direction du métropolitain et les agents sont mobilisés pour y assurer le maintien de l’ordre ; certains, au contraire, rejoignent la Résistance. Les militaires allemands ont accès gratuitement au réseau et les civils de même nationalité de certains avantages, comme la première classe. Le métro devient ainsi l'un des lieux de cohabitation les plus marqués entre Français et Allemands, ce qui peut occasionner des conflits. Entre 1941 et 1944, 325 incidents sont recensés dans le métro (rixes, coups de feu, rafles, resquilles, etc.), souvent près des lieux où l'Occupant est installé. Les longs couloirs et les quais sont des endroits privilégiés pour des actes de résistance individuels (lacérer des affiches de Vichy, découper des V de la victoire dans des tickets de métro et les jeter sur les quais, déposer des journaux clandestins, etc.). Des actions plus violentes ont aussi lieu (bombes, pannes) ; le 21 août 1941, le colonel Fabien assassine un militaire allemand à la station Barbès - Rochechouart.

## Visite d’Adolf Hitler à Paris

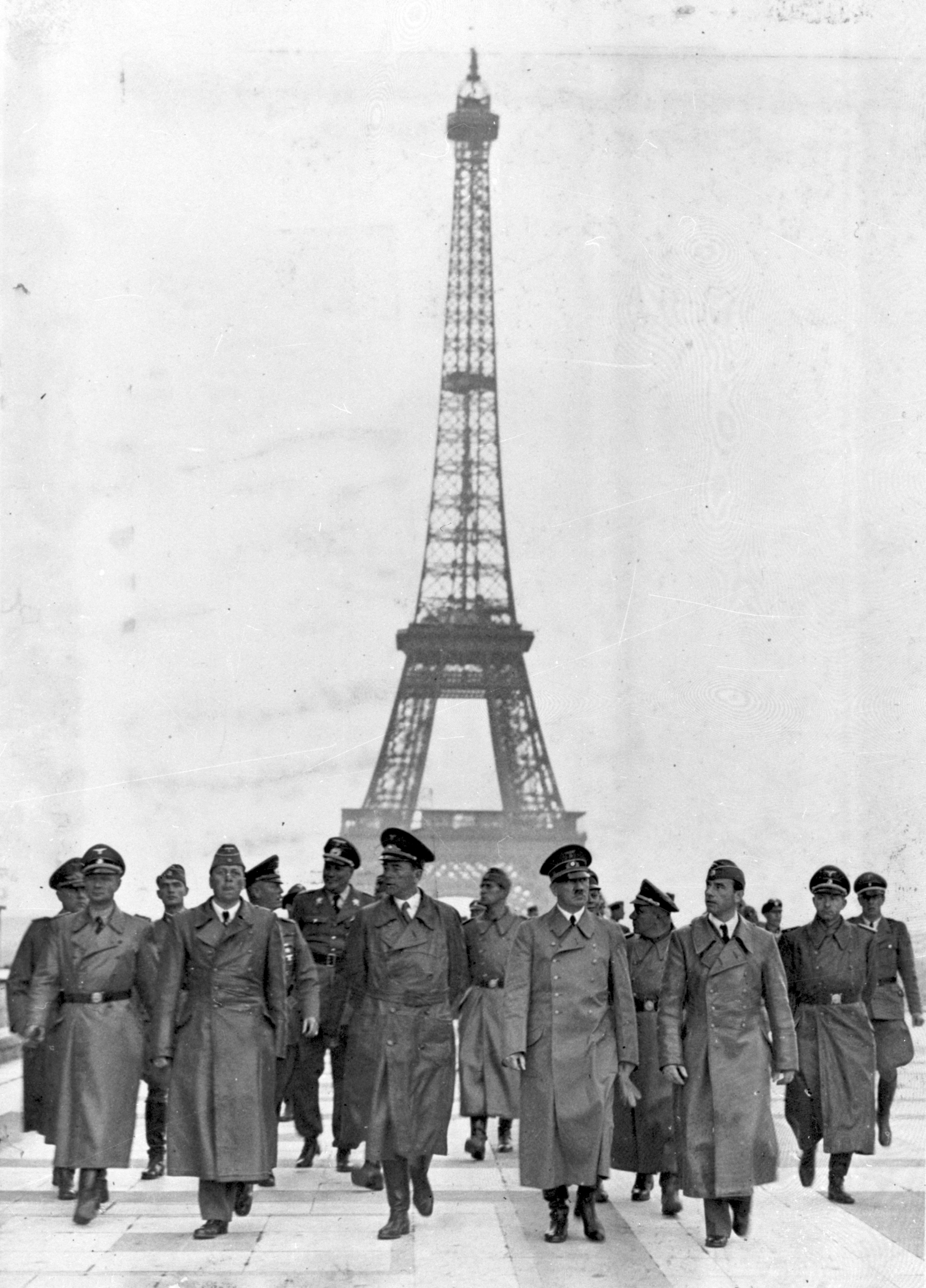
Adolf Hitler sur l’esplanade du Trocadéro, le 23 ou le 28 juin 1940 (cliché d'Heinrich Hoffmann).

Le 23 ou 28 juin (la date reste aujourd’hui discutée,), Adolf Hitler visite la capitale française, de façon brève et discrète (trois véhicules) en compagnie du sculpteur Arno Breker et des architectes Albert Speer et Giesler, essentiellement pour s’inspirer de son urbanisme (il avait donné l’ordre d’épargner la ville lors des opérations militaires). Dès six heures du matin, en provenance de l’aérodrome du Bourget, il descend la rue La Fayette, entre à l’Opéra, qu’il visite minutieusement. Il prend le boulevard de la Madeleine et la rue Royale, arrive à la Concorde, puis à l’Arc de Triomphe. Le cortège descend l’avenue Foch, puis rejoint le Trocadéro. Hitler pose pour les photographes sur l’esplanade du Trocadéro, dos tourné à la tour Eiffel. Ils se dirigent ensuite vers l’École militaire, puis vers les Invalides et il médite longuement devant le tombeau de Napoléon Ier (c'est également aux Invalides qu'il fera transférer les cendres du fils de Napoléon Ier, l’Aiglon). Ensuite, il remonte vers le jardin du Luxembourg qu’il parcourt, mais ne souhaite pas visiter le Panthéon. Pour finir, il descend le boulevard Saint-Michel à pied, ses deux gardes du corps à distance. Place Saint-Michel, il remonte en voiture. Ils arrivent alors sur l’île de la Cité, où il admire la Sainte-Chapelle et Notre-Dame, puis la rive droite (le Châtelet, l’Hôtel-de-Ville, la place des Vosges, les Halles, le Louvre, la place Vendôme). Ils remontent ensuite vers l’Opéra, Pigalle, le Sacré-Cœur (qu'il aurait jugé « affreux »), avant de repartir. Un survol de la ville complète sa visite. Il ne reviendra plus jamais à Paris,.
Cette visite d'Hitler à Paris et surtout la diffusion de son reportage photographique permettent aux Allemands d'immortaliser leur victoire aux yeux du monde. L'historien Cédric Gruat, auteur d'un livre sur le sujet (Hitler à Paris, juin 1940) insiste sur la posture rapide et conquérante de cette visite, qui par ailleurs s'orchestre autour de lieux culturels, le Führer étant accompagné de ses deux amis artistes, « pour renforcer cette image d'un Hitler "ami des arts", respectueux et respectable. Cela concorde parfaitement avec la propagande de l'époque, qui insiste sur le caractère très "correct" de l'attitude des Allemands vis-à-vis des Français ». Enfin, la mise en scène photographique se révèle sophistiquée, l'image d'Hitler devant le tombeau de Napoléon évoquant le tableau de Ponce-Camus de 1808 montrant l'Empereur devant la sépulture de Frédéric II de Prusse à Potsdam. Ainsi, conclut Cédric Gruat, « le Führer, en se posant comme l'héritier de l'Empereur, s'affiche comme le nouveau maître de l'Europe ».

## Vie des Parisiens sous l'Occupation

### «La loi et l'ordre»
Dans le cadre de la répression de la résistance politique et militaire contre l’Occupant allemand, on compte des représailles organisées contre ces civils incarcérés. On construit pour cela une chambre d'exécution dans la cave de l'ancien ministère de l'Air et le stand de tir de Balard est le lieu de tortures et d’assassinats perpétrés par les nazis (ce lieu disparaît avec les travaux du boulevard périphérique de Paris). À proximité de Paris, on compte aussi comme lieu similaire la forteresse du Mont-Valérien.
La Milice française utilise plusieurs bâtiments, comme la caserne de Reuilly, dans le 12e arrondissement.
Le ministère de l’Information chargé de la propagande du régime de Vichy siège au no 10 rue de Solférino. Le ministre de l’Information, Philippe Henriot y est assassiné le 28 juin 1944 par un membre du COMAC. En novembre 1940, Fernand de Brinon, après avoir été nommé « ambassadeur de France à Paris ») voit son titre transformé en « délégué général du gouvernement français dans les territoires occupés », siégeant à Paris.

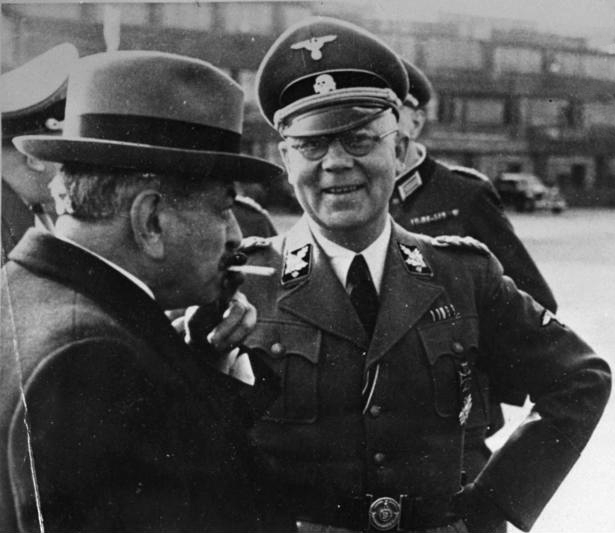
Le président du Conseil Pierre Laval et le général Carl Oberg, commandant de police de Paris, le 1er mai 1943.
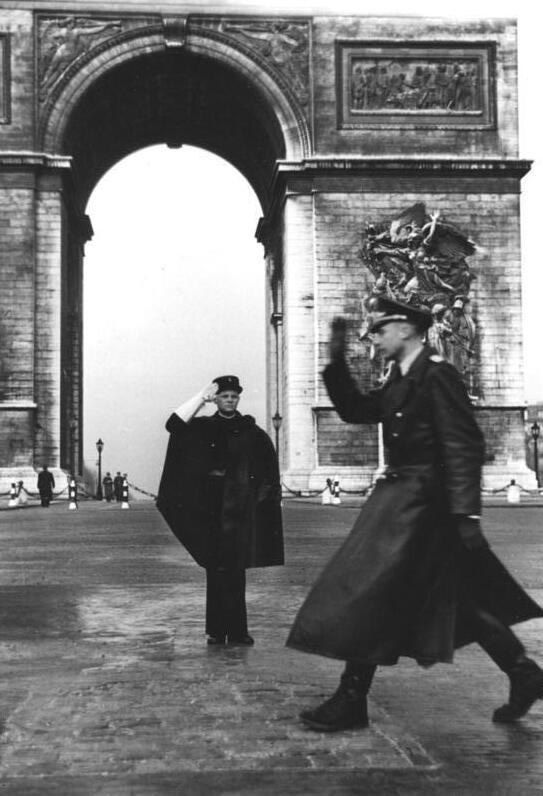
Un policier parisien salue un officier allemand (1941).
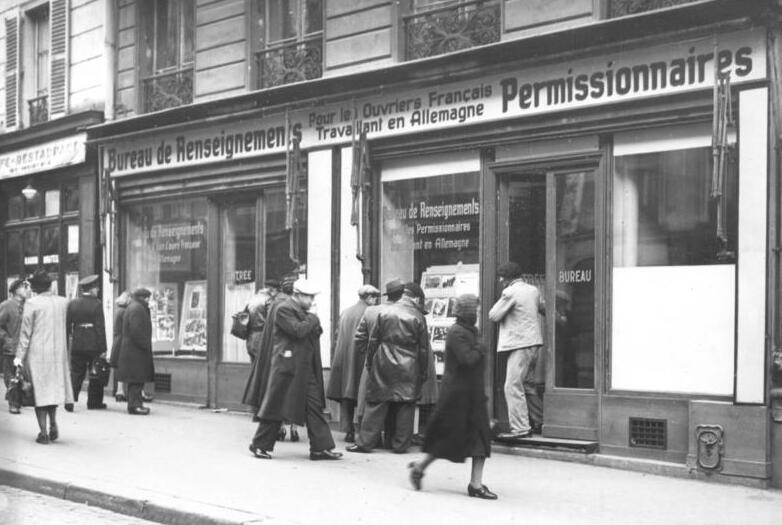
Le Bureau de renseignements pour les ouvriers français travaillant en Allemagne permissionnaires, 132 rue du Faubourg-Saint-Denis (février 1943).
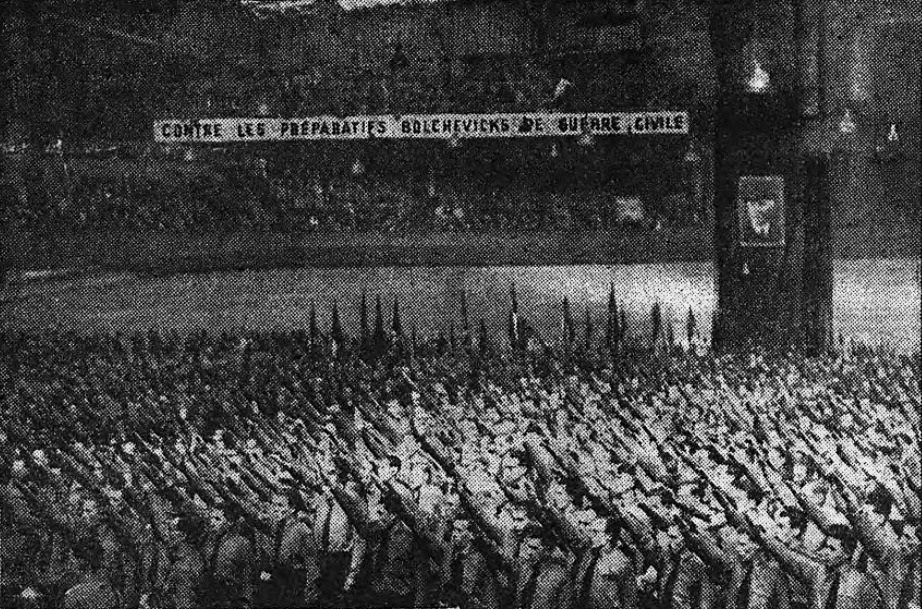
Meeting au Vel' d'Hiv' le 11 avril 1943 du Front révolutionnaire national, une organisation paramilitaire fasciste française créée pour lutter contre la résistance.
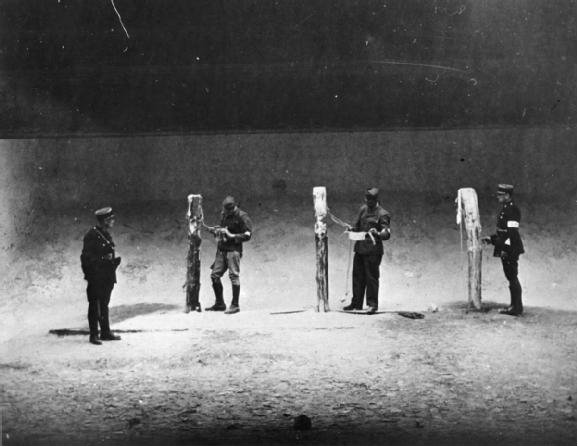
Après la Libération, des soldats FFI et un policier parisien inspectent la chambre d'exécution située dans la cave de l'édifice de l'ancien ministère de l'Air.

Des statues publiques ont été fondues pour récupérer le métal, plus rarement dans un but idéologique. Le même processus s'est déroulé aussi en province en application de loi du 11 octobre 1941 du gouvernement de Vichy sur l'enlèvement des statues de bronze en vue de leur fonte, les statues en fonte de fer étant épargnées. À Paris, presque une centaine de statues ont subi ce sort ; elles ont été dans un premier temps rassemblées dans un entrepôt du 12e arrondissement. Une commission était chargée de faire le choix. Les statues de saints ou de rois et reines furent épargnées.
Des voies sont renommées pour honorer des personnalités servant le nouveau régime, comme l'actuelle avenue Georges-Mandel (16e arrondissement, avant 1941 partie de l’« avenue Henri-Martin ») qui devient « avenue Jean-Chiappe », du nom de Jean Chiappe, un haut fonctionnaire mort au service de Vichy.

### Nourriture et logement
La pénurie et le rationnement deviennent le quotidien des habitants, provoquant le développement du marché noir, encouragé de fait par l'occupant, que ce soit pour la nourriture ou le charbon. Il y a peu d'essence ; « les images de l'époque montrent de rares voitures et l'apparition de transports de substitution : les fiacres réapparaissent, tout comme les vélos-taxis et les moyens hippomobiles. En 1942, la ville compte deux millions de bicyclettes pour trois millions d'habitants ».
Symptomatique de cette pénurie, la manifestation de la rue de Buci le 31 mai 1942 au cours de laquelle deux policiers sont tués, est menée par des femmes.

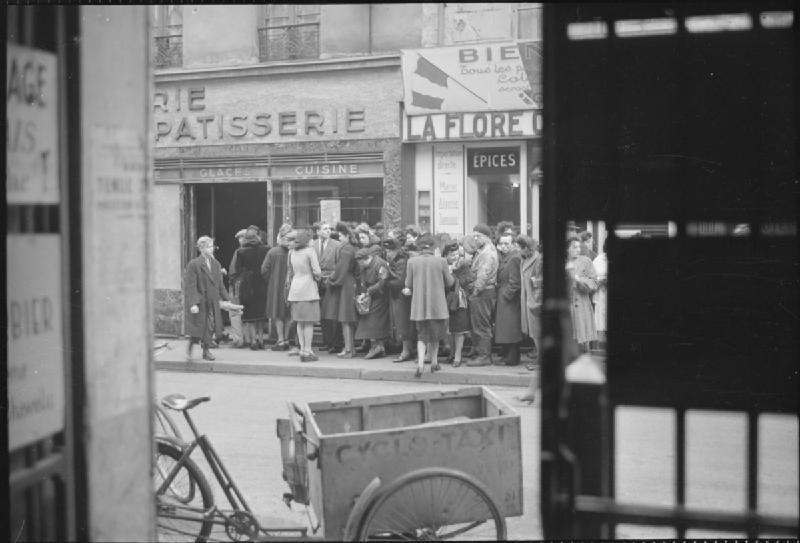
Queue devant une boulangerie au printemps 1945. La Libération n'a pas mis fin aux pénuries alimentaires.
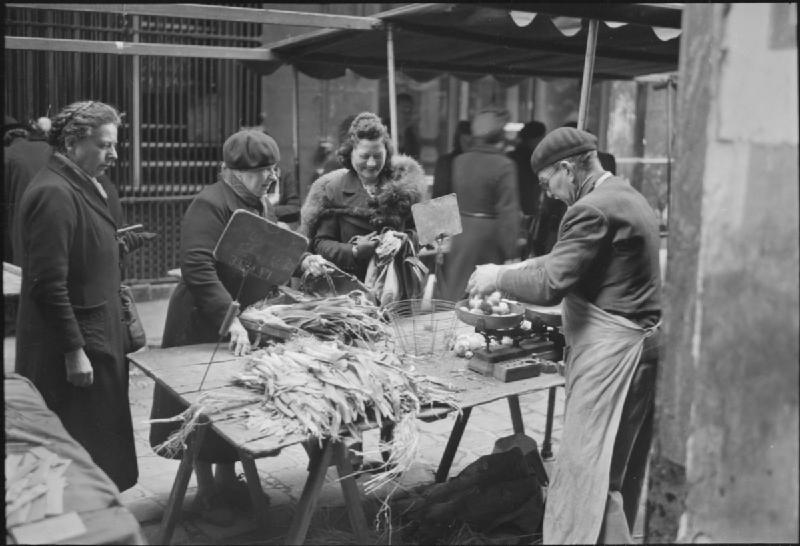
Pommes de terre et poireaux sur un marché parisien. Il y avait peu d'autres aliments à acheter.

### Transports

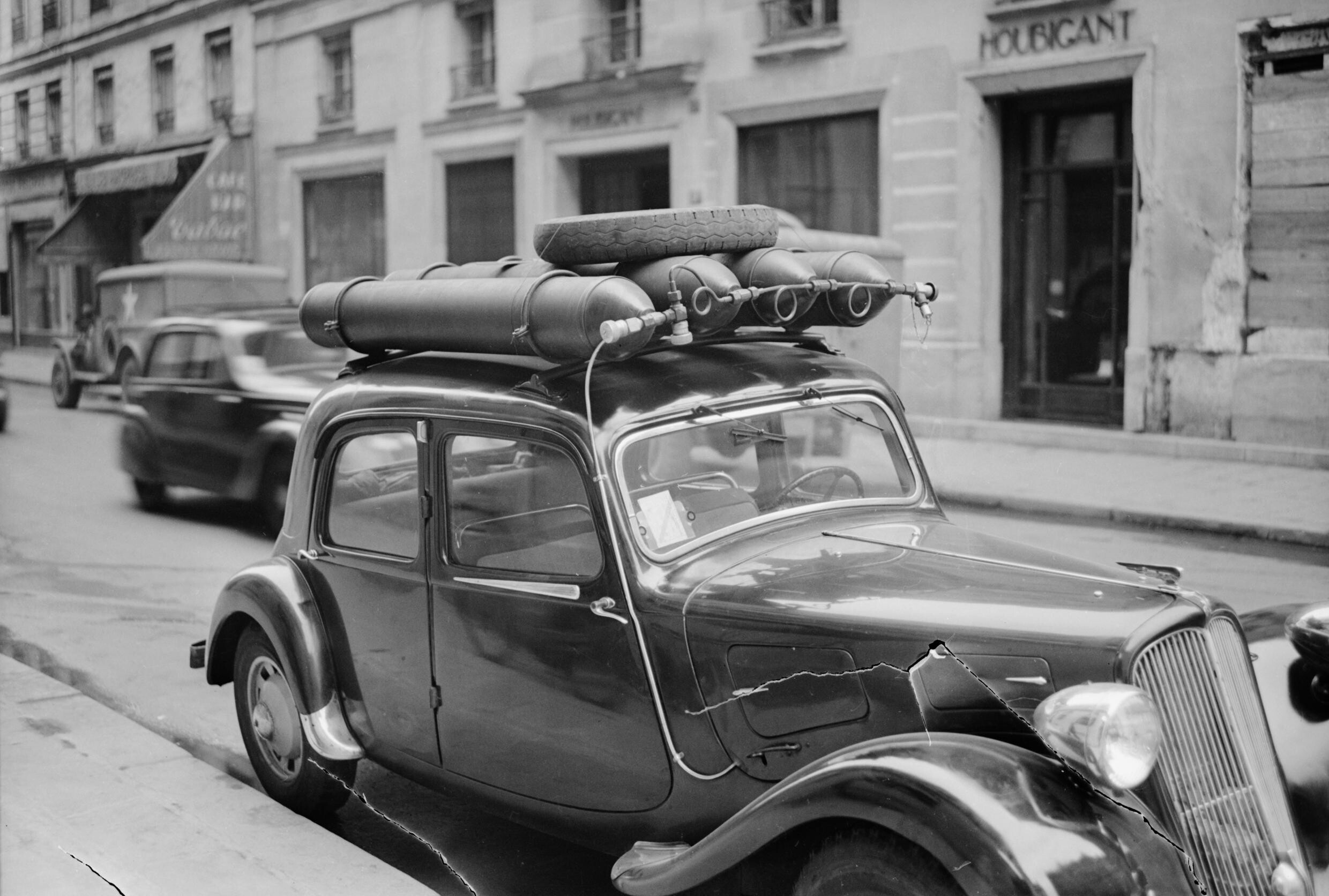
Une voiture modifiée pour fonctionner au gaz de charbon au lieu de l'essence (1945).
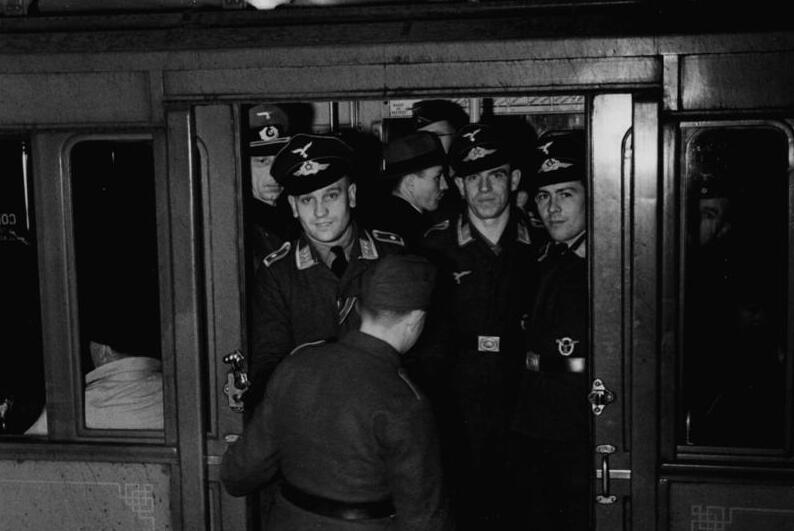
Officiers de la Luftwaffe dans le métro.
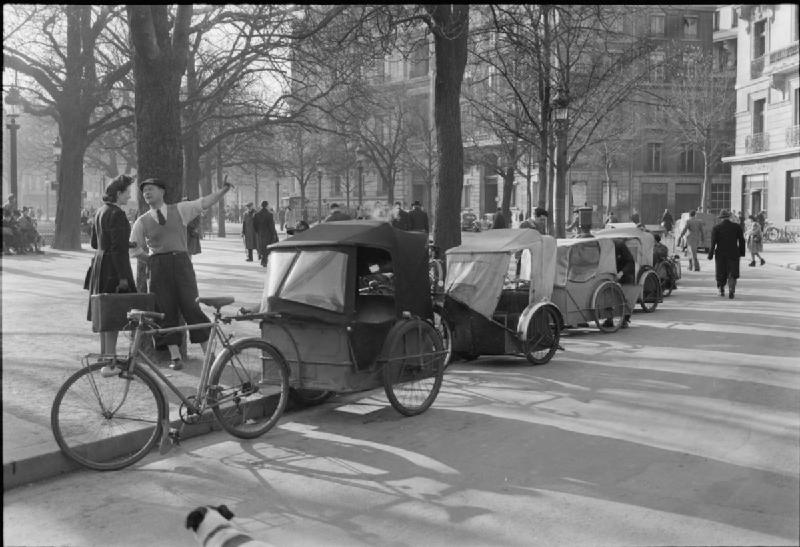
Le vélo-taxi était encore utilisé au printemps 1945.

### Éducation
Les écoles rouvrent en octobre 1940, lors de la rentrée scolaire. Pendant l'Occupation, les Allemands, sous l'administration du « Personnel spécial pour l'art pictural » (Sonderstab Bildende Kunst) de l'Institut du Reichsleiter Rosenberg pour les territoires occupés (Einsatzstab Reichsleiter Rosenberg für die Besetzen Gebiete ou ERR), commencent à travers la France un pillage systématique des œuvres des musées et des collections privées, principalement celles appartenant à des Juifs déportés ou ayant fui. Six salles du département des antiquités orientales font alors du musée du Louvre en partie vidé un dépôt où transitent les œuvres volées aux Juifs aisés et où le Reichsmarschall Hermann Göring lui-même vient comme le 3 mai 1941 choisir des pièces qui orneront ses résidences. La galerie nationale du Jeu de Paume devient une annexe pour le stockage. Entreposées dans des caisses marquées des initiales de leurs anciens propriétaires, les objets d'art dérobés sont répertoriés en cachette par Rose Valland (la conservatrice du musée du Jeu de Paume), ce qui permettra après la guerre de rendre à qui de droit leurs antiquités. Le Musée du Louvre retrouve lui, après un voyage inverse, la quasi-totalité de ses chefs-d'œuvre.

### Divertissements et vie culturelle

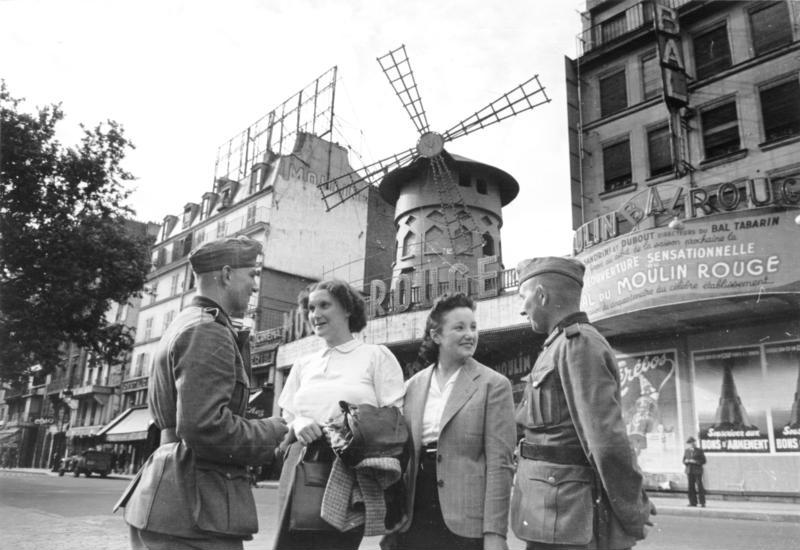
Des soldats allemands devant le Moulin-Rouge, en juin 1940.

Les lieux de divertissement en cours sous les années 1930 reprennent leurs droits après la défaite, comme la piscine Deligny, le vélodrome d'Hiver ou les cinémas : le Gaumont-Palace (rue Caulaincourt) ou le Maillot Palace (avenue de la Grande-Armée), même si des salles comme La Pagode sont fermées. Le cinéma Normandie (avenue des Champs-Élysées) est réservé aux soldats allemands ainsi que le club du cercle de l'Union interalliée (rue du Faubourg Saint-Honoré) ou certaines maisons-closes (le One-Two-Two 122 rue de Provence, Le Chabanais, 12 rue Chabanais). Les officiels allemands fréquentent également des restaurants comme Maxim's (rue Royale), La Coupole (boulevard du Montparnasse), ou La Mère Catherine (rue Norvins).
Pendant l'Occupation, les cabarets ne ferment pas mais prospèrent, encouragés en cela par les forces allemandes qui cherchent à se distraire, bien que ce genre d'établissements eussent peu à peu été fermés à Berlin après l'accession des nationaux-socialistes au pouvoir, en 1933. On compte une centaine de ces cabarets, dont certains sont désormais bilingues « comme L'Étincelle rue Mansart à Montmartre, qui promet les plus jolis mannequins de Paris dans l'éblouissante revue Féminités, L'Écrin, rue Joubert, qui fait monter sur scène Léo Marjane, l'inoubliable interprète de Seule ce soir. L'Alcazar propose même un spectacle exclusivement réservé aux soldats allemands, tandis que le vestiaire du Shéhérazade, rue de Liège, se garnit de casquettes et de capotes militaires d'outre-Rhin ». Le Bal Tabarin, à Montmartre, compte aussi parmi les lieux nocturnes prisés par les officiers allemands. On peut autant croiser des collaborateurs et pourvoyeurs du marché noir (comme à L'Heure bleue fondé en 1943 par Django Reinhardt, rue Pigalle ou à L'Aiglon, rue de Berri) ou un travesti qui mène la revue des Folies Bergère en 1943 ainsi que des dîners-spectacles du Lido où le journal La Gerbe note en 1943 qu'on y trouve de « la bonne chère et jolie chair » (l'établissement est par exemple fréquenté par José Félix de Lequerica, l'ambassadeur d'Espagne, qui le soir du 7 juin 1941 y convie l'écrivain Paul Morand, l'actrice Arletty et Josée Laval, fille de l'ancien vice-président du Conseil Pierre Laval). De nombreux artistes continuent de se produire, comme la chanteuse Suzy Solidor. Contrairement à une idée reçue et malgré la détestation officielle des nazis pour ce genre, le jazz ne fut pas interdit à Paris et des clubs continuèrent à fonctionner.

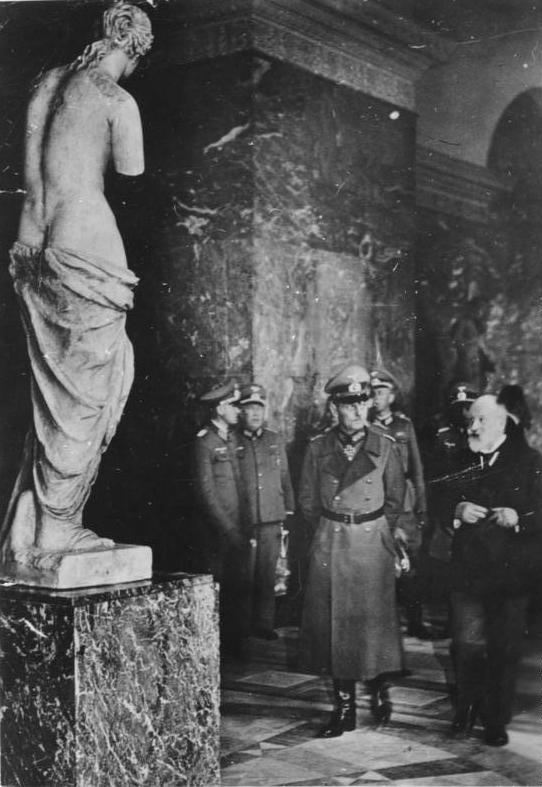
Le Generalfeldmarschall Gerd von Rundstedt au musée du Louvre, le 10 octobre 1940.
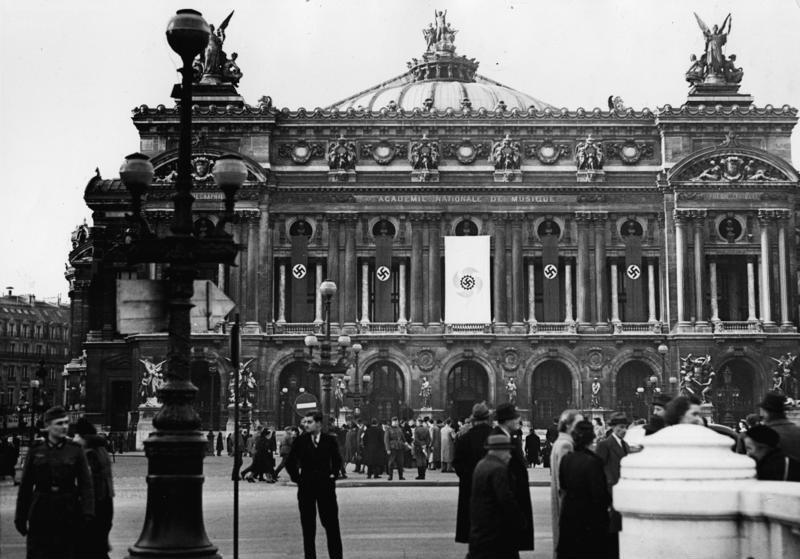
L'opéra Garnier pavoisé de croix gammées en 1941.
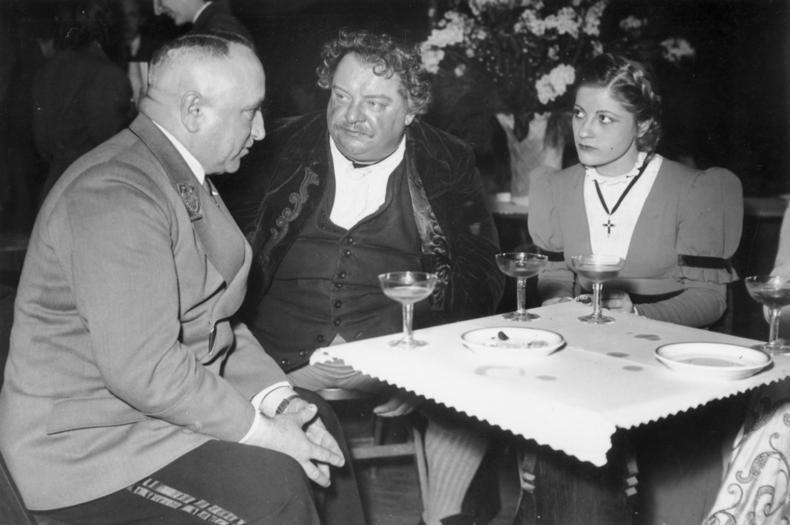
Après une représentation de Intrigue et amour de Schiller au théâtre des Champs-Élysées en 1941. De gauche à droite : le directeur du Deutsche Arbeitsfront Robert Ley, l'intendant de théâtre Schiller Heinrich George et l'actrice allemande Gisela Uhlen.

La Kommandantur de Paris fait, dès juillet 1940, paraître un magazine bimensuel, Der Deutsche Wegleiter für Paris (« Le Guide allemand à Paris ») pour informer les troupes d'occupation des loisirs possibles dans la capitale.
Des circulaires restrictives sont censées rationner les denrées, mais on distribue dans ces cabarets en moyenne 47 000 bouteilles de champagne par mois ; les mesures drastiques concernant la consommation d'électricité n'y ont pas plus court. Seul le couvre-feu est dûment appliqué. Pendant cette période, les recettes sont multipliées par vingt.
Des expositions de propagande sont créées, comme « La France européenne » (Grand Palais, 635 000 visiteurs), une exposition contre les francs-maçons (Petit Palais, en octobre 1940), Le Juif et la France (Palais Berlitz, boulevard des Italiens, entre 250 000  et   1 million de visiteurs, à partir de septembre 1941) ou encore Le Bolchevisme contre l'Europe (salle Wagram, avenue de Wagram, à partir de mars 1942).
Paris est le siège, entre 1939 et 1940 et entre 1943 et 1945 de la Radiodiffusion nationale. Radio Paris a un rôle de propagande. On relève aussi l’existence de Fernsehsender Paris, en français Paris-Télévision, une chaîne de télévision créée par l'occupant allemand et diffusée à Paris du 29 septembre 1942 au 12 août 1944.
Le groupe propriétaire des grands magasins Galeries Lafayette Haussmann, dirigé par une famille juive, est placé sous l'administration de l'État entre 1941 et 1944.
Les Internationaux de France de tennis (tournoi de Roland-Garros) sont annulés en 1940 et rebaptisés en 1941 « tournoi de France », où seuls jouent, jusqu'à l'été 1944, des Français et quelques francophones. Le stade Roland-Garros sert également de camp de transit pour étrangers indésirables dès octobre 1939.
En 2008, une exposition de la ville de Paris présentant des photographies d'André Zucca de la vie des Parisiens fait scandale. En effet, certains tenants d'une histoire de l'Occupation marquée seulement par des événements durs (rationnement, déportation des Juifs, etc.) critiquent la non-contextualisation de clichés de Parisiens faisant les boutiques, se promenant avec leurs enfants dans le jardin du Luxembourg, flânant à la terrasse des cafés ou sur les bords de Seine ou, pour les plus aisés, se rendant aux courses hippiques de Longchamp). L'exposition a au moins le mérite, selon ses défenseurs, de rappeler la seconde face de l'occupation, celle d'une vie quotidienne qui bon an mal an continue.

### Les artistes et les intellectuels

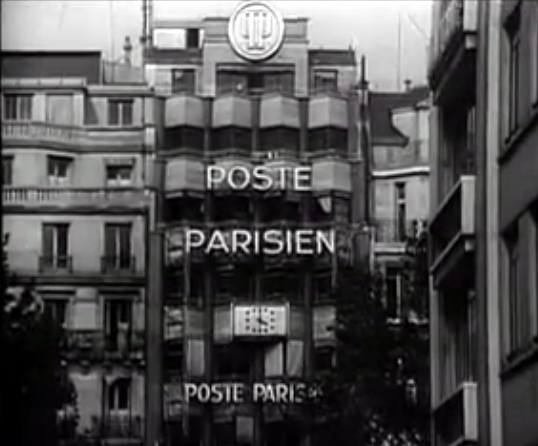
Siège de Radio-Paris de 1940 à 1944, dans les locaux réquisitionnés du Poste Parisien, 116 bis-118 avenue des Champs-Élysées.

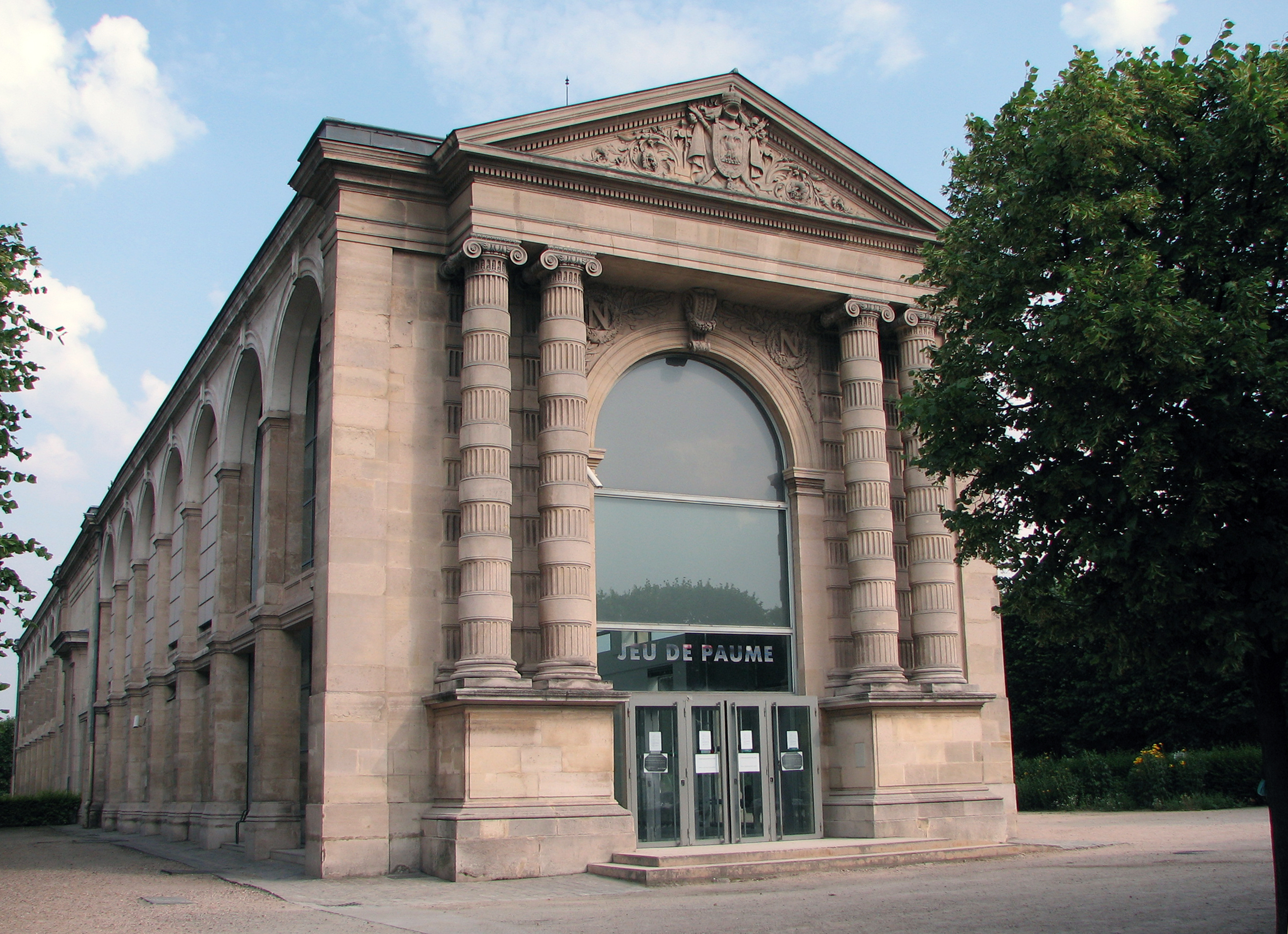
Le Jeu de paume, centre de stockage des œuvres d'art spoliées aux Juifs.

Si certains artistes décident de quitter le pays, pour des raisons politiques et personnelles (par exemple Jean Gabin), une grande partie reste travailler à Paris, se compromettant à des degrés divers avec les forces occupantes. Qu’il s’agisse d’acteurs et de comédiens (Arletty, amie de Josée Laval - la fille du président du Conseil Pierre Laval -, Fernandel, Sacha Guitry, etc.), de chanteurs (Édith Piaf, Tino Rossi, Charles Trenet ou encore Louis Jouvet, ce dernier entamant une tournée en Amérique du Sud mais financée par la France de Vichy), de metteurs en scène (Serge Lifar) ou encore d’écrivains (Jean-Paul Sartre qui se fait éditer et fait jouer ses pièces devant des officiers allemands, Simone de Beauvoir qui produit une émission sur l’histoire du musical hall sur Radio Paris ou encore Marguerite Duras qui travaille un temps dans une administration, où elle préside un comité de lecteurs chargé d'autoriser, ou non, l'attribution aux éditeurs agréés par Vichy), la majorité fait ce choix pour continuer à travailler, par attrait de la vie mondaine ou encore à cause de relations amoureuses avec les Allemands (notamment Arletty). En 1942, sur l’invitation du réalisateur allemand Carl Froelich, une troupe d’acteurs célèbres se rend en tournée à Berlin (à noter que Danielle Darrieux le fait en échange de la libération de son mari, diplomate dominicain soupçonné d’espionnage). Les autorités allemandes d'occupation, souvent francophiles (Otto Abetz ou Gerhard Heller), laissent une certaine marge de manœuvre aux artistes et aux intellectuels, s'activant surtout à purger la vie culturelle d'influences « juives » ou jugées subversives. Pour comparaison, l'existence de ces zones grises pour continuer à créer sans trop culpabiliser n'étaient pas envisageables dans la Varsovie occupée ou même à Berlin.
Durant cette période a lieu une étatisation de la vie culturelle, et donc une dépendance, sinon une pression, des nouvelles autorités sur les artistes : notamment Radio Paris pour la radiophonie ou la Continental pour le cinéma, qui participe, notamment grâce à Alfred Greven, à centraliser un cinéma assez désorganisé avant guerre. Le cinéma français a toutefois vocation à se cantonner à représenter une certaine frivolité parisienne ; Joseph Goebbels écrit ainsi : « J’ai donné des directives très claires pour que les Français ne produisent que des films légers, vides, et si possible stupides ». En réduisant la culture française à cette caricature, celle de l'Allemagne pouvait alors apparaître en comparaison comme un idéal indépassable. Les artistes juifs ne peuvent plus jouer, certains sont déportés, même si quelques-uns y échappent, comme Tristan Bernard, libéré grâce à l'intervention de Sacha Guitry. S’il existe des lieux de rencontre homosexuels (la piscine du bois de Boulogne, les bars et cabarets Le Select, Le Sans-Souci, Le Monocole, Chez Jane Stick et Le Bœuf sur le toit, où viennent Serge Lifar, Suzy Solidor ou encore Agnès Capri) et que dans la pratique une certaine tolérance existe, liée aux orientations de certains hiérarques (Abel Bonnard, Jacques Benoist-Méchin), celle-ci est officiellement conspuée : ainsi Jean Marais est la cible de la presse collaborationniste et l’acteur Robert-Hugues Lambert est arrêté et déporté, sans doute pour sa relation avec un officier allemand qu'il ne fallait pas compromettre).
À la Libération, si certaines personnalités sont inquiétées par la justice (comme Arletty ou des écrivains comme Robert Brasillach), la vie culturelle poursuit son cours ; la médiatisation de certains procès joue un rôle d’échappatoire en désignant un temps des boucs émissaires à la population (les écrivains sont d'ailleurs davantage sanctionnés que de hauts fonctionnaires collaborateurs comme René Bousquet, au nom de la « responsabilité » qu'implique leur talent), mais artistes et intellectuels reprennent bientôt leur vie normale. À noter le sort de l'actrice Mireille Balin, qui après s’être enfuie dans le sud de la France avec son amant allemand est arrêtée, violée, interdite de tournage, avant de finir sa vie dans la misère.
Des personnalités se sont engagées dans la Résistance française, à l'instar de l'ethnologue Boris Vildé, de l'écrivain Jean Paulhan ou des actrices Joséphine Baker et Françoise Rosay. Mais, dans sa grande majorité, l'élite culturelle ne résista guère ; s'ils acceptaient de s'autocensurer et n'étaient ni juifs ni antiallemands, les artistes et les intellectuels poursuivirent leur carrière durant la guerre. Serge Lifar, lui, considérait qu'il était de son droit d'artiste de fréquenter des Allemands cultivés en arguant : « Pourquoi le destin d’un poète changerait-il ? Mon royaume n’est pas de ce monde et ce monde m’en veut de ne pas suivre ses règles ». Certaines figures majeures comme Simone de Beauvoir, ou les peintres Pablo Picasso et Henri Matisse continuèrent de travailler à leurs œuvres et firent comme si l'occupation n'existait pas. Hormis Pierre Drieu la Rochelle ou encore Paul Morand, la plupart des grands écrivains n'alla pas jusqu'à collaborer et Alan Riding, auteur d'un livre sur Saint-Germain-des-Prés durant l'Occupation, de faire remarquer que seule la poésie d'auteurs résistants est digne de ce nom et qu'il n'y eut pas de bonne poésie fasciste.

## Persécutions puis déportation des Juifs
L’Institut d'étude des questions juives, institut de propagande allemande antisémite, est inauguré le 11 mai 1941 place des Petits-Pères.
Des mesures d'aryanisation sont prises contre les Juifs français, spoliant tous ceux d'entre eux propriétaires d'entreprise ou de commerces, par exemple aux Galeries Lafayette, où les administrateurs du magasin ainsi que 129 employés juifs sont contraints de démissionner.
La persécution des Juifs se manifeste également dans le domaine culturel avec l'Einsatzstab Reichsleiter Rosenberg (ERR) : trois semaines après l'entrée des troupes allemandes dans la capitale, l'ambassadeur allemand Otto Abetz donne à la Gestapo une liste des plus importants Juifs marchands d'arts (Seligmann, Wildenstein, Alphonse Kann, Paul Rosenberg, Bernheim-Jeune), qui sont perquisitionnés puis leurs galeries aryanisées. L'ERR a pour mission de confisquer les archives, les bibliothèques et plus généralement les biens des Juifs. Les 100 000 ouvrages de la bibliothèque Tourgeniev (sise 13 rue de la Bûcherie) sont ainsi placés dans 900 caisses, qui sont envoyées à Berlin. À part quelques volumes récupérés par les Soviétiques, on ne les reverra plus. Le Jeu de Paume (centre d'art) devient la plaque tournante où sont stockées les œuvres saisies (par exemple les collections des familles Rothschild ou Veil-Picard). Le 3 novembre 1940, Hermann Göring s'y rend (l'une de ses 22 visites pendant le mois), s'octroyant des biens et en destinant d'autres au projet de Führermuseum. Entre 1941 et 1942, plus d'un million d'objets volés sont par ailleurs vendus à l'hôtel Drouot (Hildebrand Gurlitt compte parmi les acheteurs). Une partie des œuvres volées est récupérée, notamment grâce au travail de Rose Valland, d'autres sont détruites ou prises par les Soviétiques. Les procédures de restitution sont toujours en cours au début du XXIe siècle.
Des centres d'internement sont créés à plusieurs endroits de la capitale, dans des immeubles saisis par la Dienststelle Westen de l’Einsatzstab Reichsleiter Rosenberg (ERR), afin de servir d'entrepôts pour les objets d'ameublement spoliés dans le cadre de l’Aktion M (Aktion Möbel, en français « opération » ou « action meubles ») dans les appartements abandonnés de Juifs déportés, expatriés ou entrés en clandestinité. Des prisonniers étaient réquisitionnés dans le cadre de l’Aktion M pour, note le conservateur de la BNF Olivier Jacquot, « trier, classer, réparer et emballer les objets pillés ». Les meubles étaient ensuite donnés aux victimes allemandes des bombardements,.

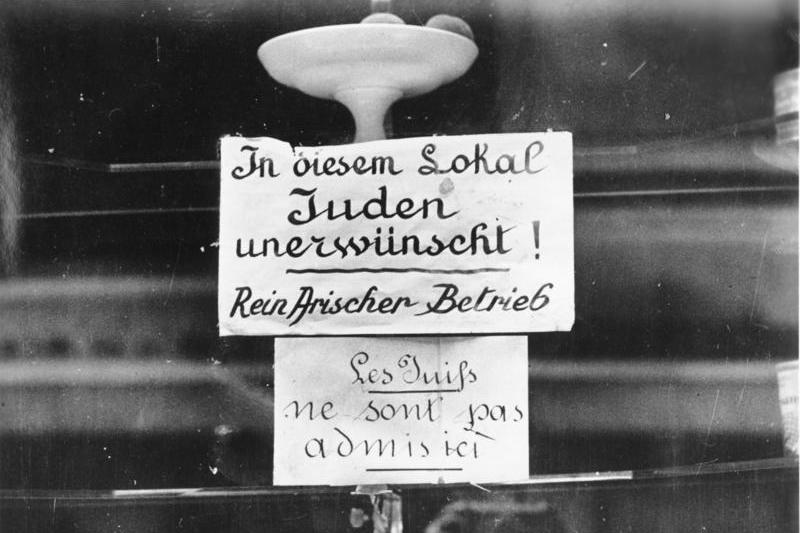
Un panneau en allemand devant un restaurant parisien annonce que les Juifs n'y sont pas admis (1940).
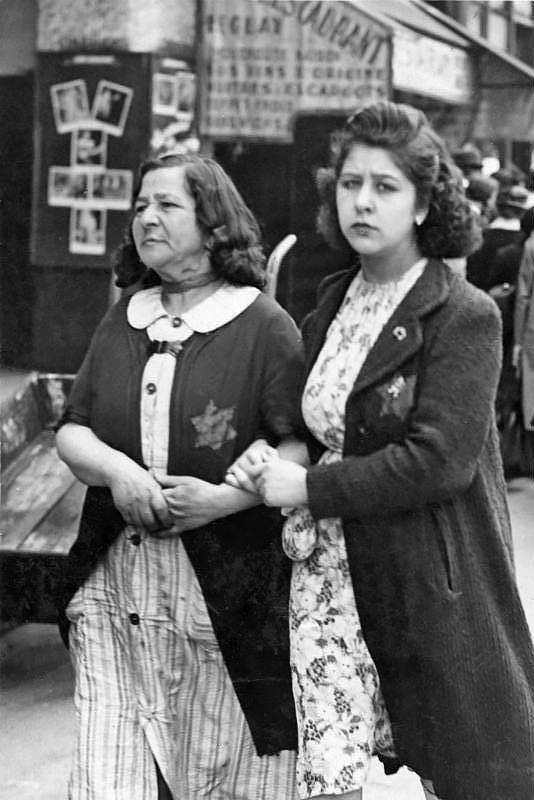
Femmes juives portant l'étoile jaune à Paris en juin 1942.
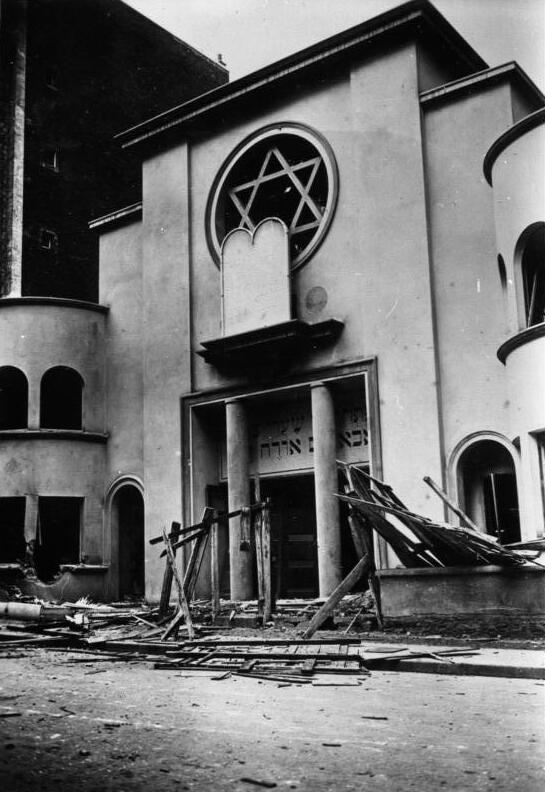
La synagogue de la rue Sainte-Isaure après un attentat (1941).
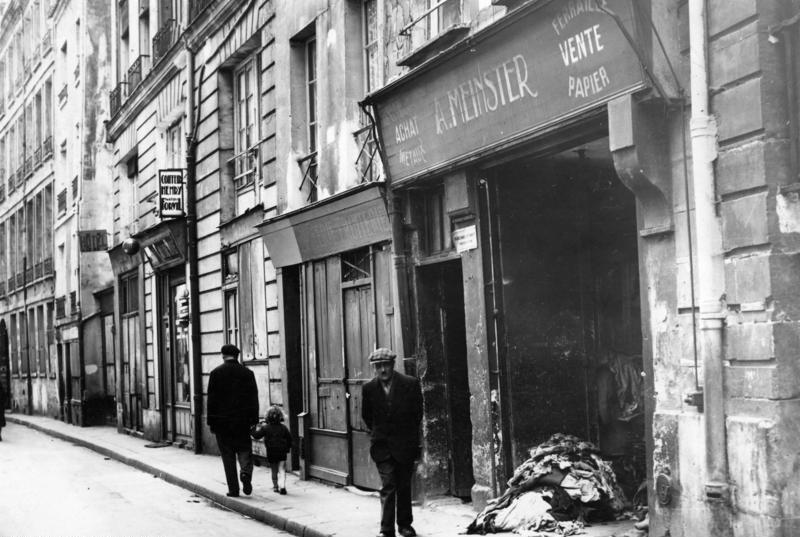
Un magasin juif du Marais détruit (mai 1941).

Une série d'attentats touche des synagogues parisiennes dans la nuit du 2 au 3 octobre 1941. Les synagogues de la rue des Tournelles, de la rue Copernic, de la rue Notre-Dame de Nazareth, de la rue Pavée et de la rue Sainte-Isaure ainsi que la grande Synagogue de la rue de la Victoire sont touchées.
Les 16 et 17 juillet 1942, se déroule la rafle du Vél’ d’Hiv’, 13 152 Juifs dont 4 115 enfants, furent arrêtés et conduits dans le Vélodrome d'Hiver, sans couchages ni nourriture durant plusieurs jours. Pour la plupart, ils ont été envoyés vers le camp d'extermination d'Auschwitz-Birkenau. Moins d'une centaine de personnes y survécurent. Cette rafle a été par ailleurs, entièrement planifiée et organisée par les autorités françaises. Pas un seul soldat allemand n'y participa.
La synagogue de la Victoire est profanée par des miliciens du Parti populaire français le 20 juillet 1942. En 1943, à l'issue de l'office de Roch Hachana, la police et la Gestapo organisent un contrôle d'identité à la sortie de la synagogue. Prévenus, les dirigeants communautaires ont pu cacher les personnes en situation irrégulière,.
En 1986, le maire de Paris, Jacques Chirac, inaugure dans le 15e arrondissement la place des Martyrs-Juifs-du-Vélodrome-d'Hiver.

## Destructions
Dans la nuit du 23 au 24 septembre 1943, un bombardier britannique accroché par la Flak allemande s'écrase sur les Grands Magasins du Louvre, ce qui provoque un incendie, détruisant quasi totalement le bâtiment.

## Résistance

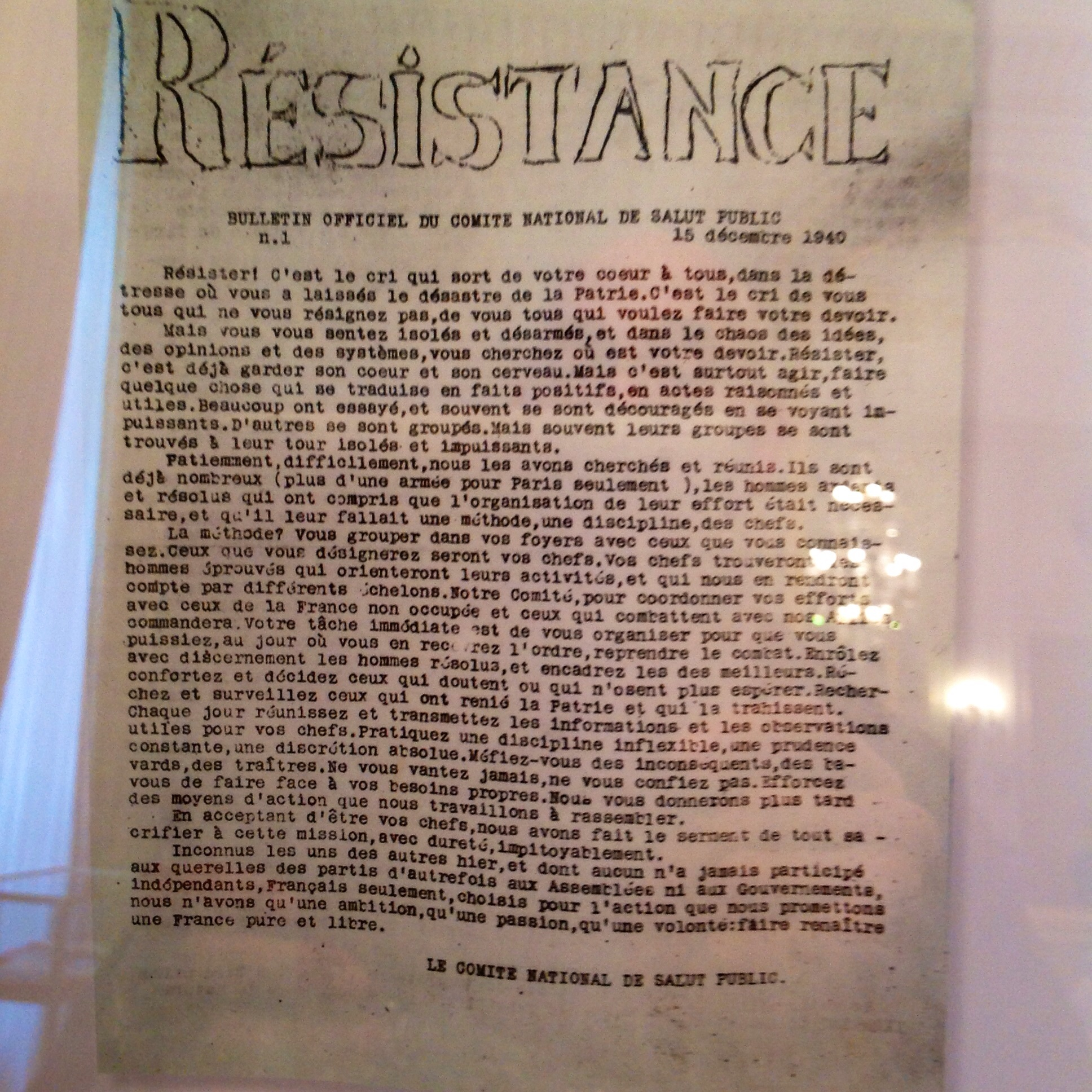
Premier numéro du journal clandestin Résistance, le 15 décembre 1940.
Affiche annonçant que les Allemands prendront des otages en représailles d'attentats contre des soldats allemands, le 21 août 1941.
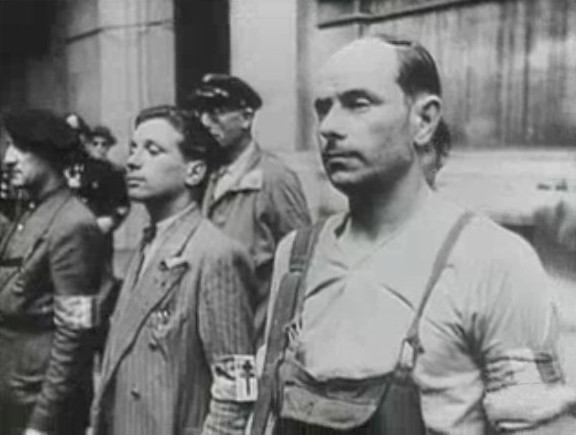
Résistants en août 1944.

Une nouvelle presse apparaît, celle des journaux collaborant avec les Allemands. Le 23 décembre 1940, l'ingénieur Jacques Bonsergent est le premier résistant fusillé à Paris. L'attitude collaboratrice des autorités françaises pousse nombre de Parisiens à s'engager dans la Résistance.
Durant l'Occupation, un millier de résistants, dont des Parisiens, sont exécutés à la forteresse du Mont-Valérien à Suresnes, à l'ouest de Paris.
De nombreuses plaques commémoratives témoignent des activités de résistance dans la capitale. Par exemple :

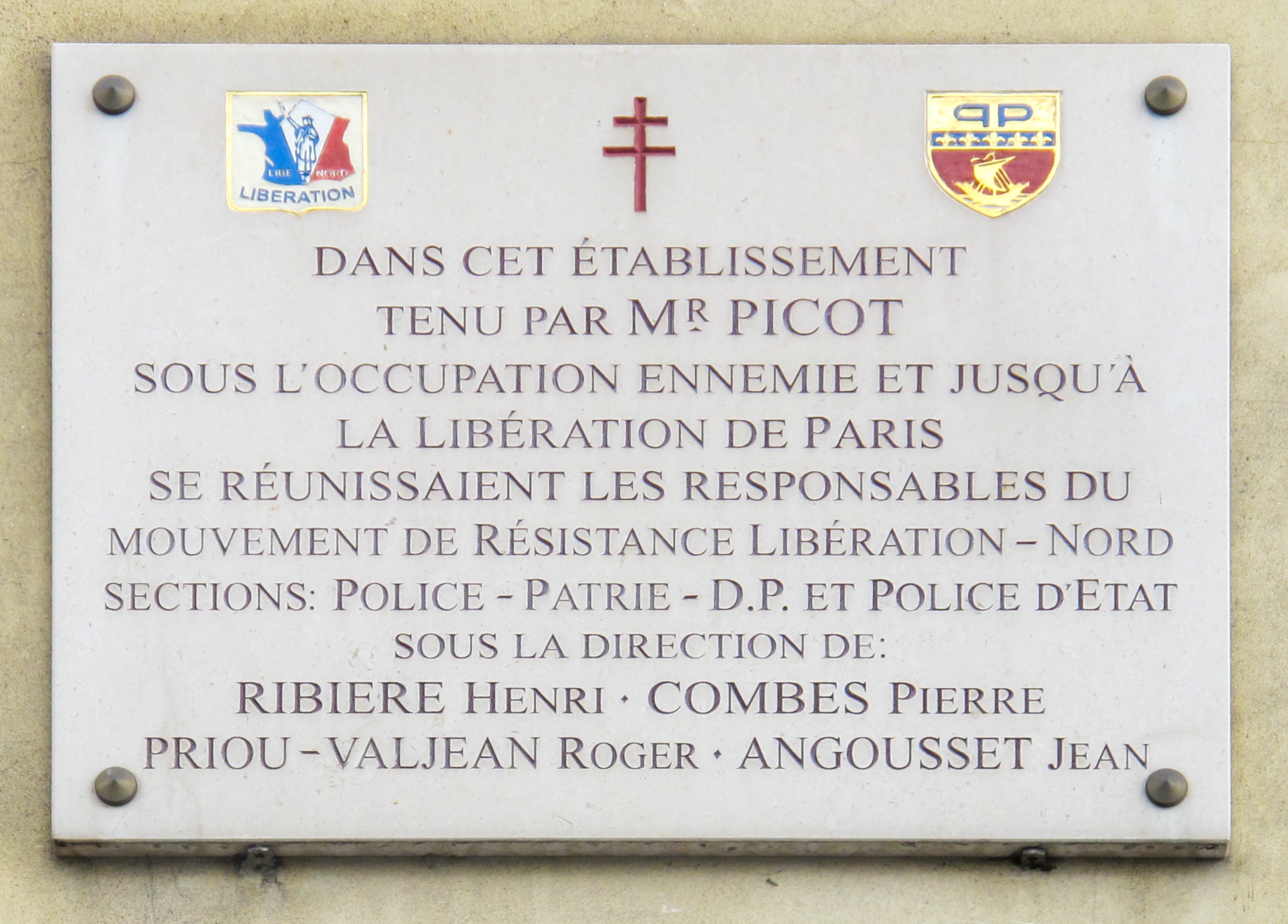
L'hôtel de Villette, lieu de rencontre de résistants du mouvement Libération-Nord (Henri Ribière, Pierre Combes, Roger Priou-Valjean et Jean Angousset).
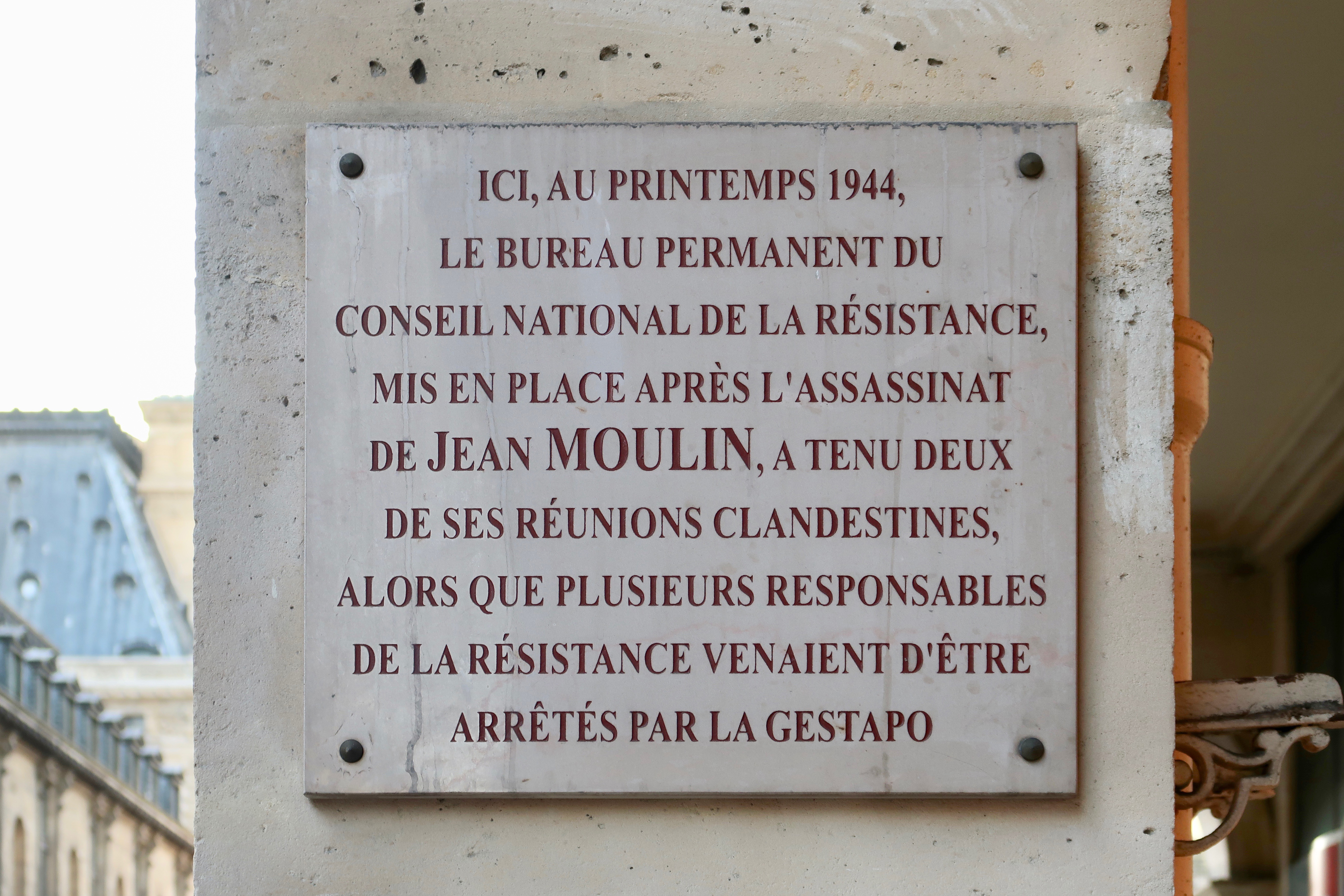
Plaque au 182 rue de Rivoli, où le Conseil national de la Résistance se réunit au printemps 1944.
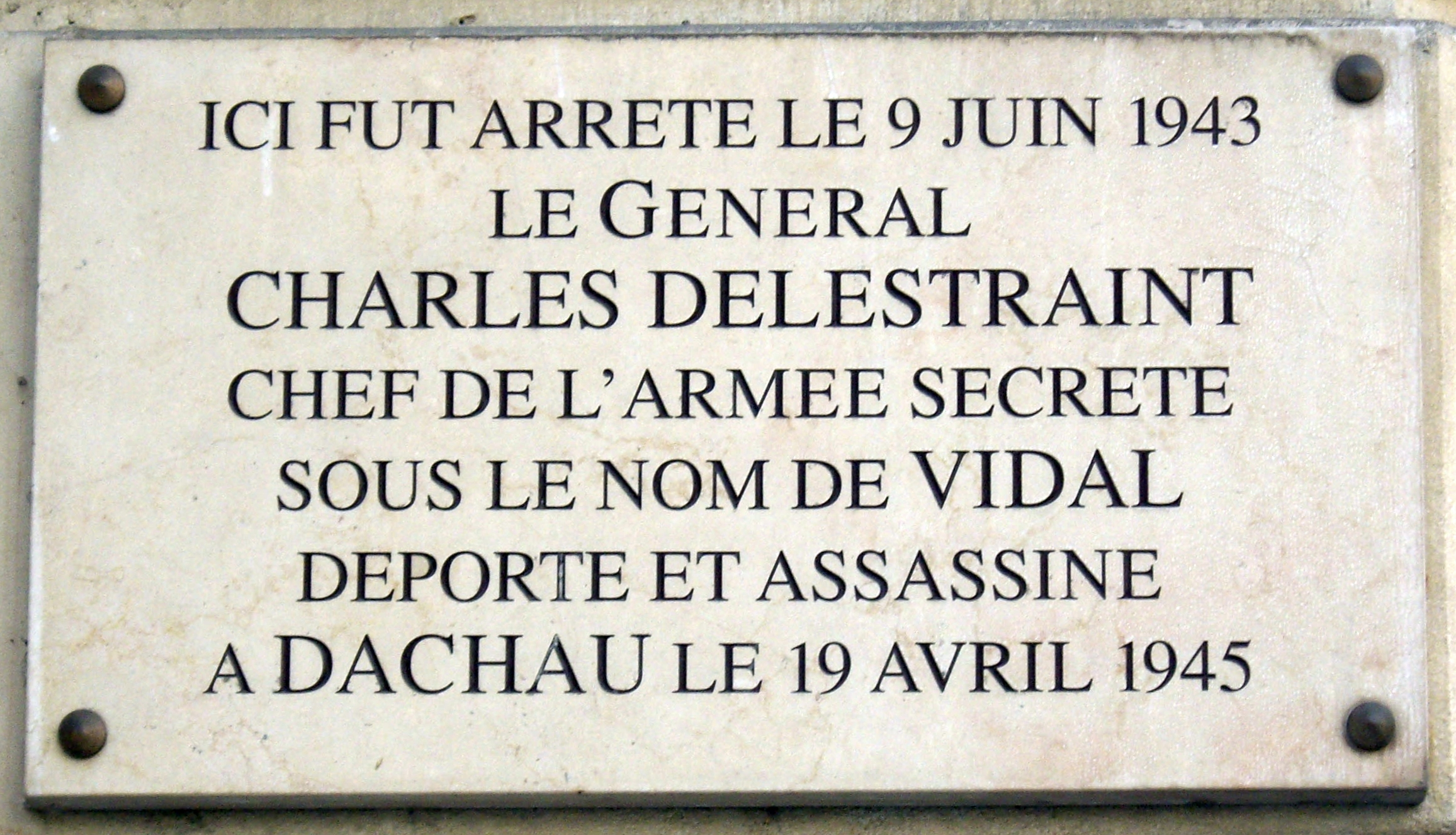
Plaque honorant la mémoire du général Charles Delestraint, chef de l'Armée secrète, arrêté au 11 chaussée de la Muette.
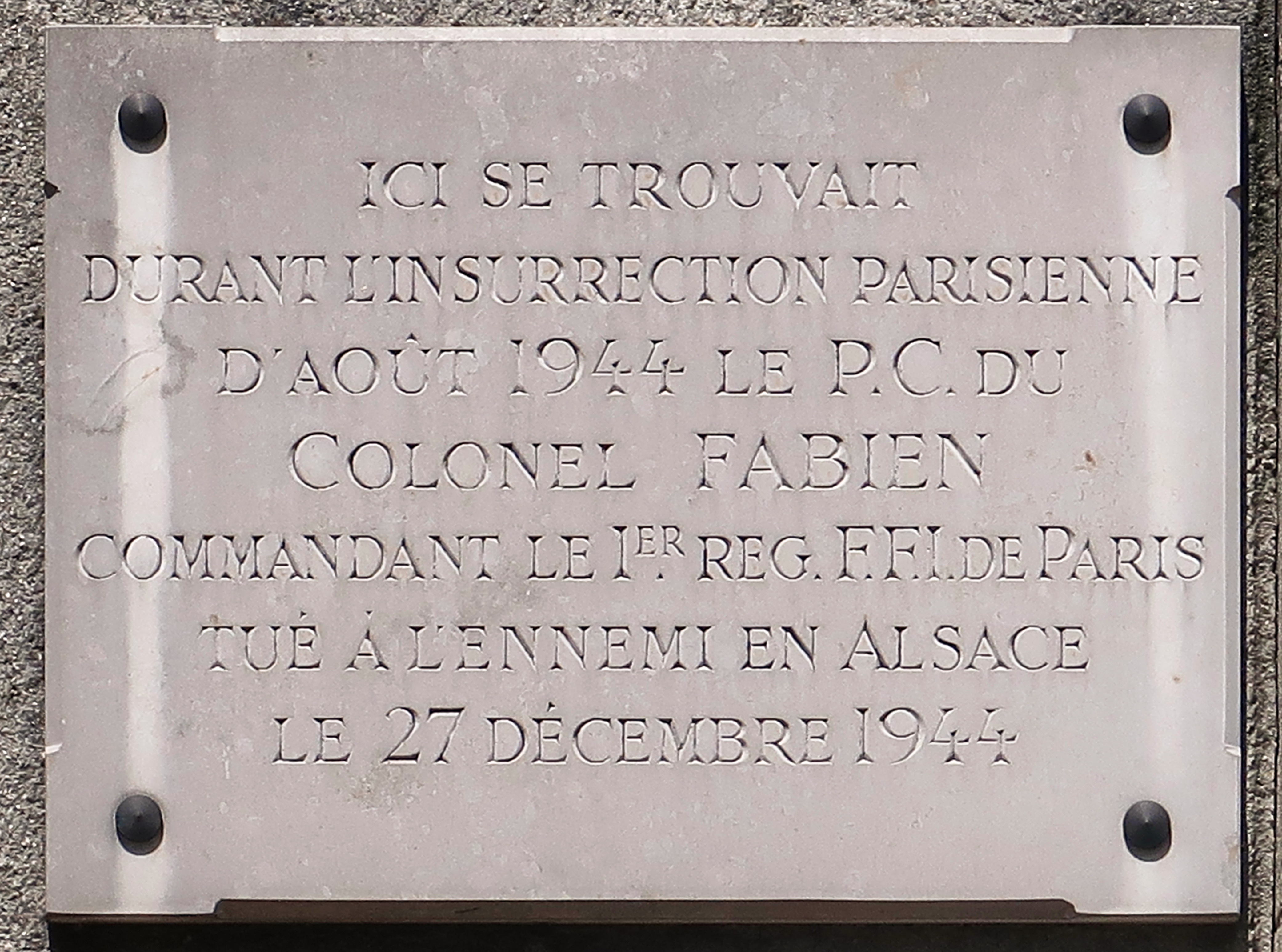
Plaque au n°12 rue de l'Abbé-de-L'Épée, où le « colonel Fabien » a son quartier général en août 1944.

## Fin de guerre et projet de destruction
Alors que le front allemand s'est effondré à la suite de la bataille de Normandie et que l'attentat tenté par le groupuscule d'officiers menés par Claus von Stauffenberg contre Hitler vient d'échouer, Dietrich von Choltitz est, le matin du 7 août 1944, nommé gouverneur militaire de la garnison du « Grand Paris » (Groβ Paris). Sa nomination lui est signifiée par Hitler en personne à la Wolfsschanze. Choltitz est marqué par cette rencontre avec le Führer : il a la sensation d'avoir en face de lui un être ayant perdu la raison, et, soudainement, ne peut plus croire à l'image donnée par la propagande.
À Paris, le quartier général allemand est installé à l'hôtel Meurice, palace situé rue de Rivoli face au jardin des Tuileries.
L'armée allemande de Normandie bat en retraite vers la Somme. L'aviation alliée n'attaque pas les convois qui passent par la capitale. La garnison comprend surtout des unités non-combattantes. Lorsque l'insurrection éclate, les Allemands sont encore 20 000. Appuyés par quelques chars de la 116e Panzerdivision, les régiments de sécurité harcèlent les insurgés mal entraînés, mal armés, dépourvus d'armes antichars, mais sans chercher à détruire les nids de résistance.
Dans l'après-midi du 19 août, Choltitz accepte le cessez-le-feu négocié par le consul de Suède Raoul Nordling avec les gaullistes. Il sursoit à l'exécution et laisse libres trois résistants, Alexandre Parodi, Roland Pré et Émile Laffon, représentants directs du général de Gaulle arrêtés le 20 août par la Gestapo.
Il ne semble pas que Von Choltitz ait jamais reçu un ordre du quartier général d'Hitler concernant la destruction totale de Paris,. Toutefois, il a reçu, le 14 août 1944, un commando chargé d'en détruire les usines et le 15 août lui parvient l'ordre d'en faire sauter les ponts. Il capitule le 25 août devant le général Leclerc, à la préfecture de police, le colonel Rol, commandant communiste des FFI de l'Île-de-France assistant à la cérémonie en qualité de témoin.
De même, le coup de téléphone de Hitler qui, dans un accès de rage, aurait téléphoné à Choltitz en demandant si Paris brûlait (Brennt Paris ?) n'est pas prouvé. Au début du XXIe siècle, le rôle de Choltitz dans la préservation de Paris a été remis en cause.

## Libération

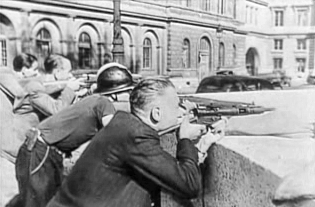
Le soulèvement parisien contre les Allemands commence le 19 août 1944, avec la prise du siège de la police et d'autres bâtiments gouvernementaux.
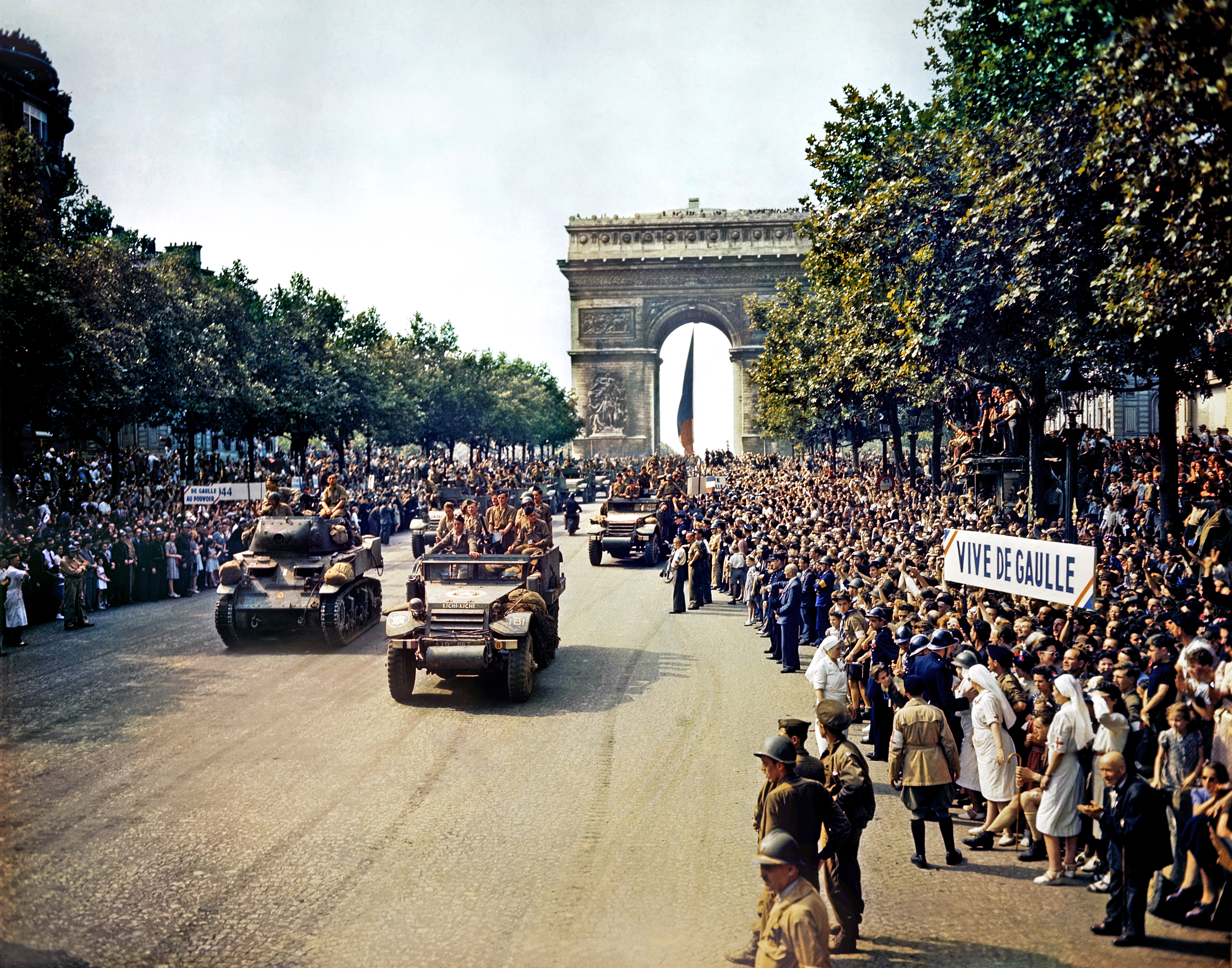
Les troupes de la 2e DB du général Leclerc défilent sur les Champs-Élysées le 26 août 1944.
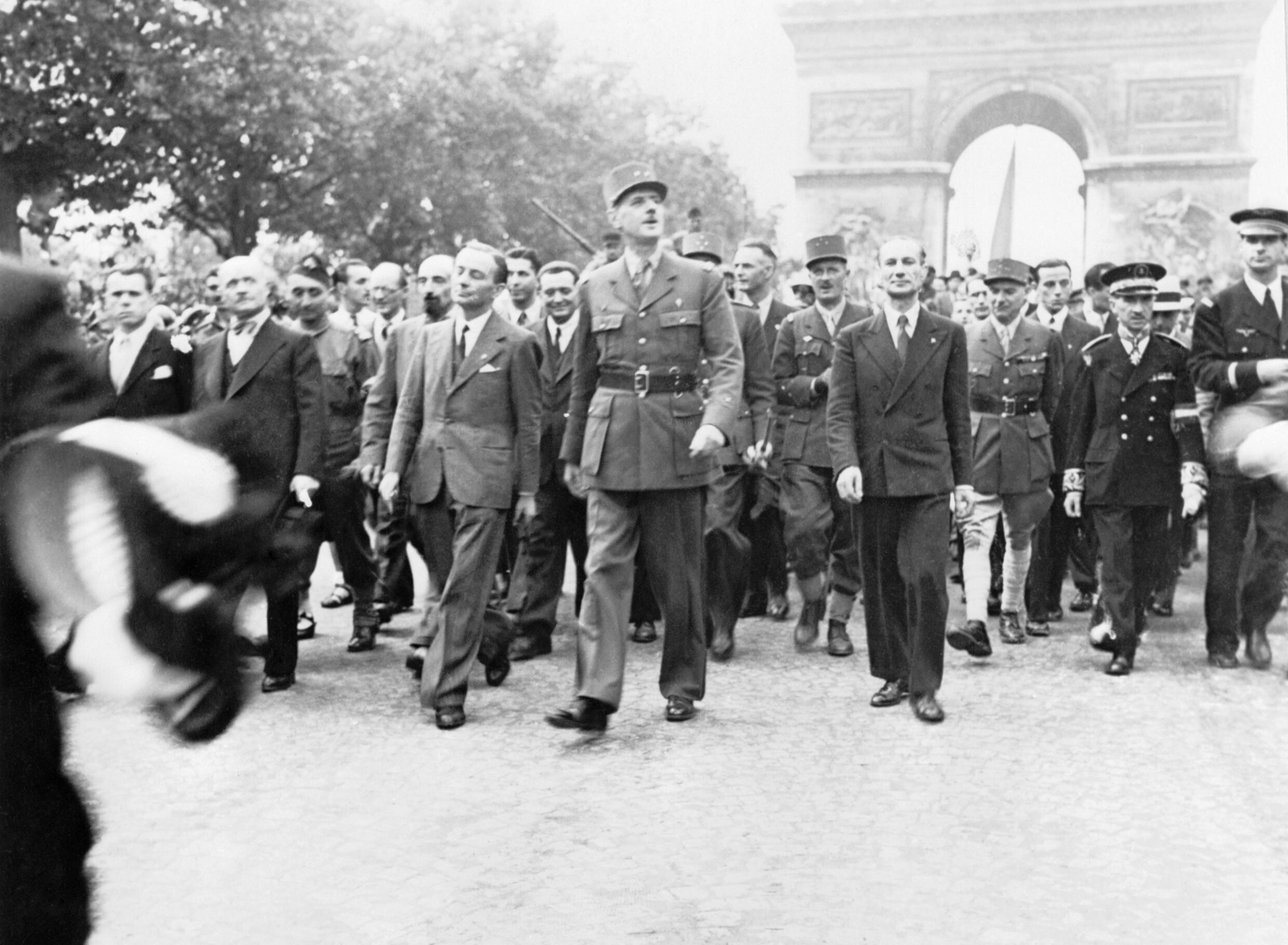
Le 26 août 1944, le général de Gaulle mène le défilé sur la même avenue. À sa droite, Georges Bidault et à la droite de ce dernier, André Le Troquer. Derrière le général de Gaulle, le général Leclerc (képi à 3 étoiles).

À partir du 19 août 1944, à l'approche des troupes alliées arrivant de Normandie, se produit un soulèvement armé sous l'impulsion de la Résistance intérieure.
Des combats ont lieu, notamment dans le quartier autour du boulevard Saint-Michel : de nombreuses plaques rendent hommage à des résistants morts dans cette zone.

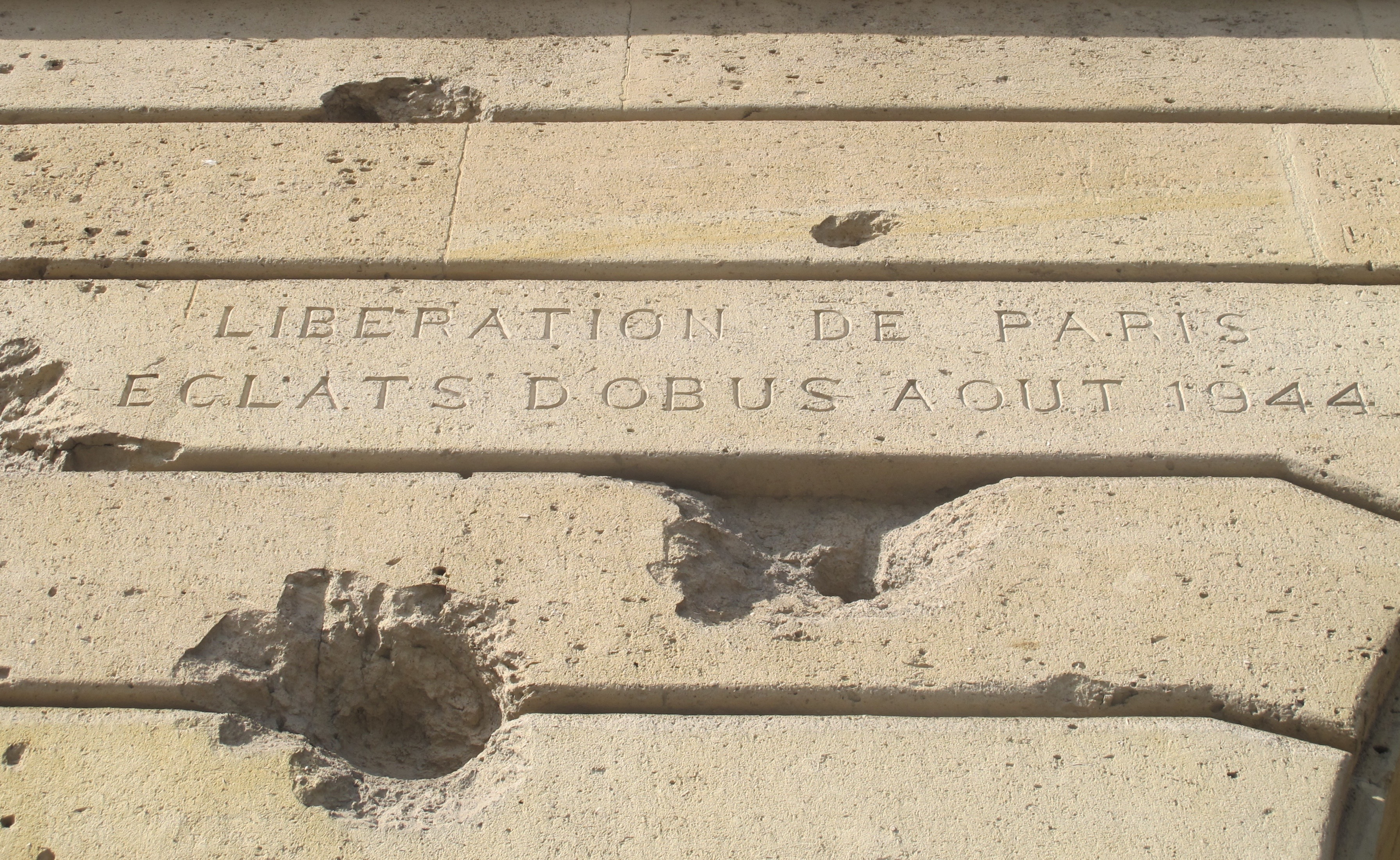
Éclats d'obus conservés sur le théâtre de l'Odéon.
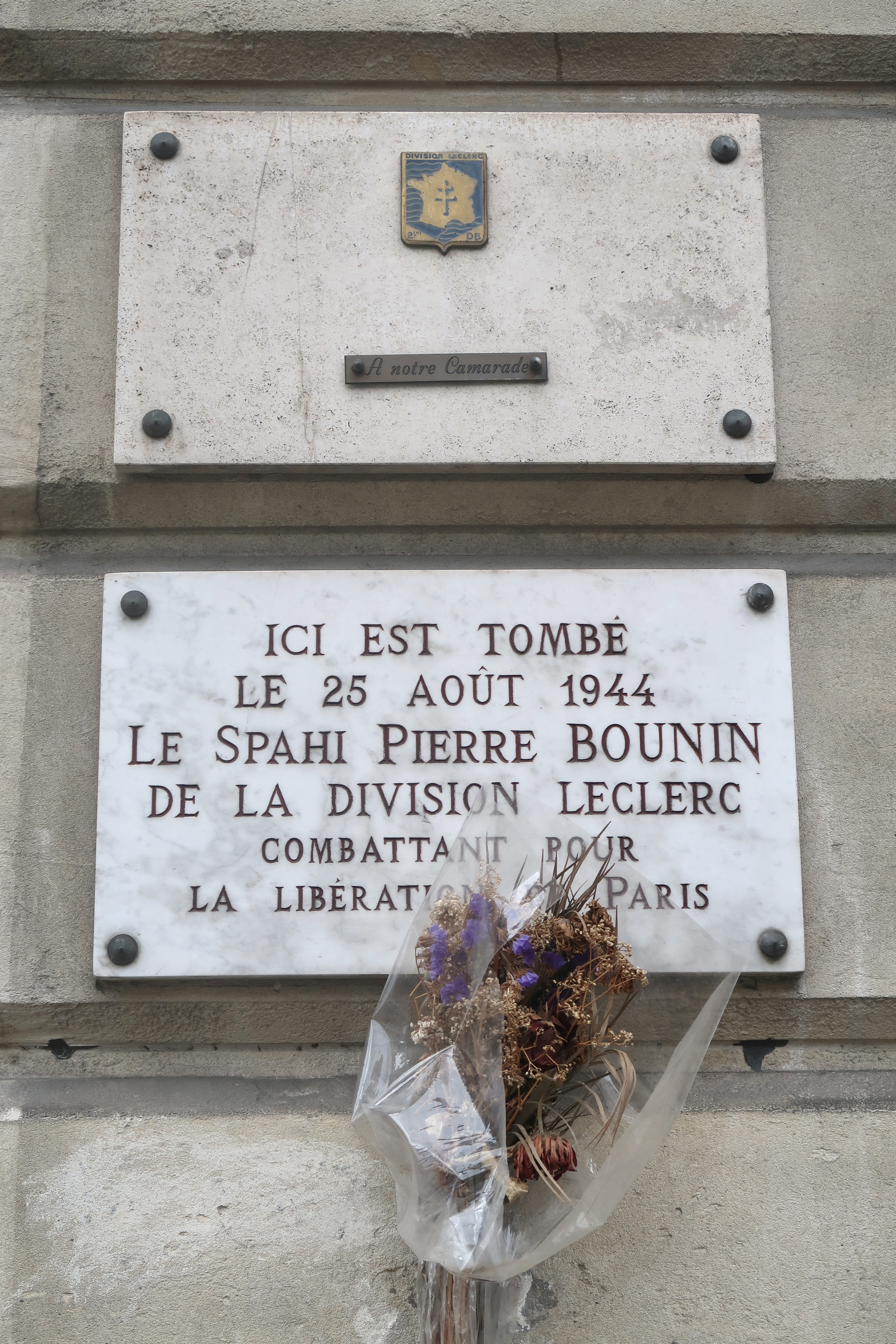
Plaque sur le boulevard.
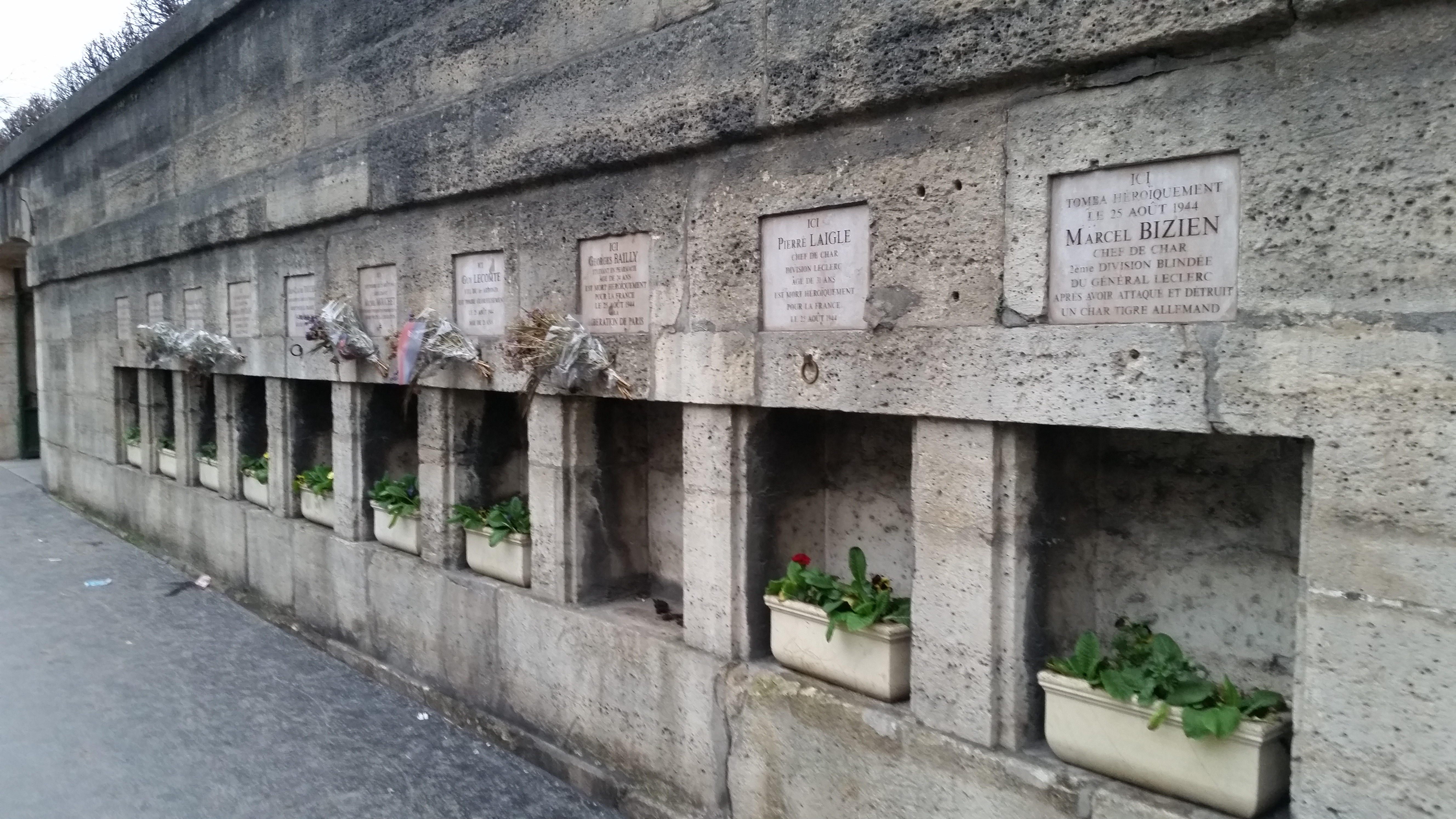
Mémorial rue de Rivoli, en hommage à des résistants tués pendant la Libération.

Le 25 août, après l'entrée dans Paris de la 2e division blindée du général Leclerc, le commandant de la garnison allemande, le général von Choltitz capitule. Les ponts et les monuments de Paris sont ainsi relativement épargnés par les combats de la Libération. La ville est l'une des cinq communes de France à se voir décerner le titre de compagnon de la Libération.

## Épuration et suites

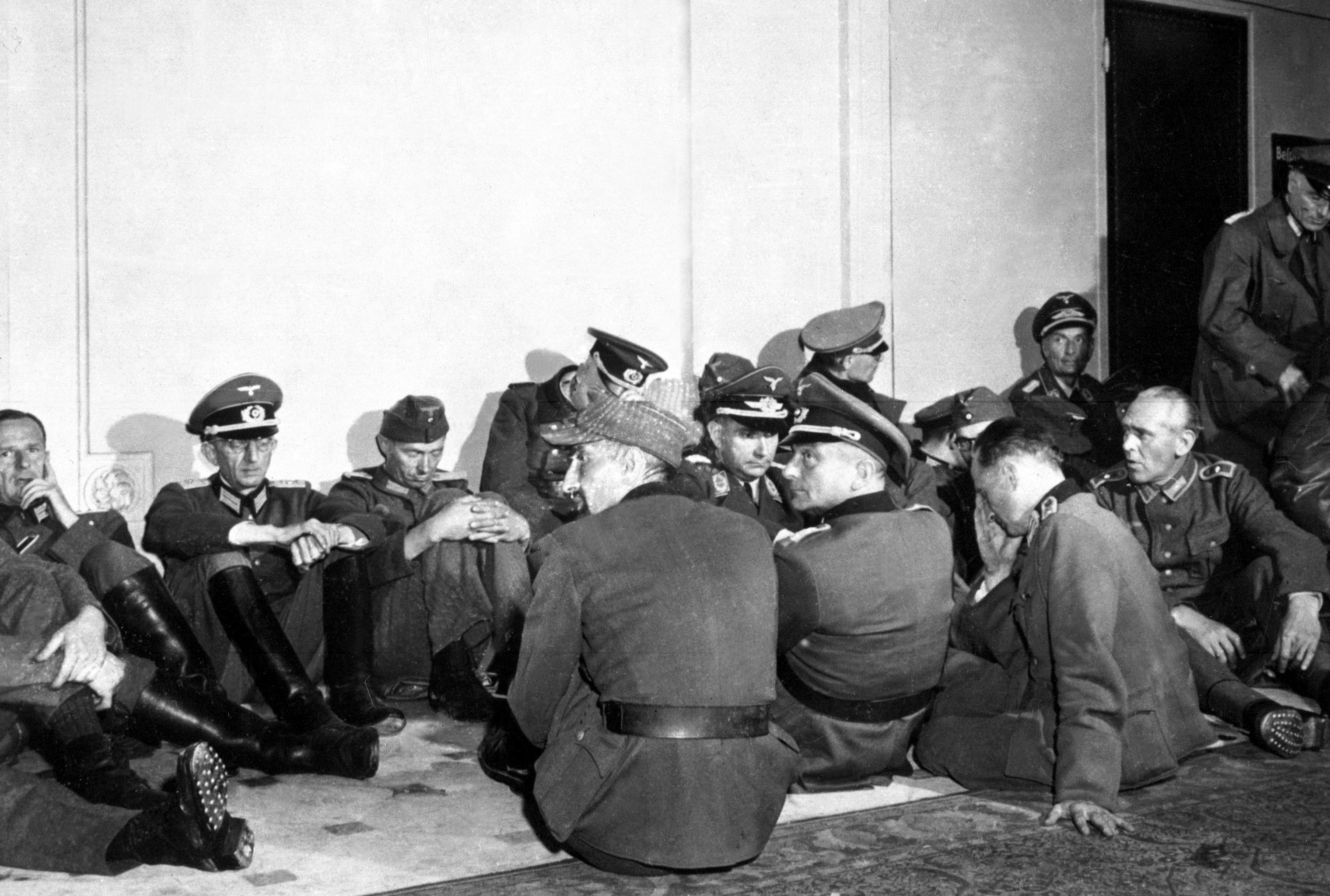
Officiers et personnels allemands prisonniers à l'hôtel Majestic, peu après la Libération.
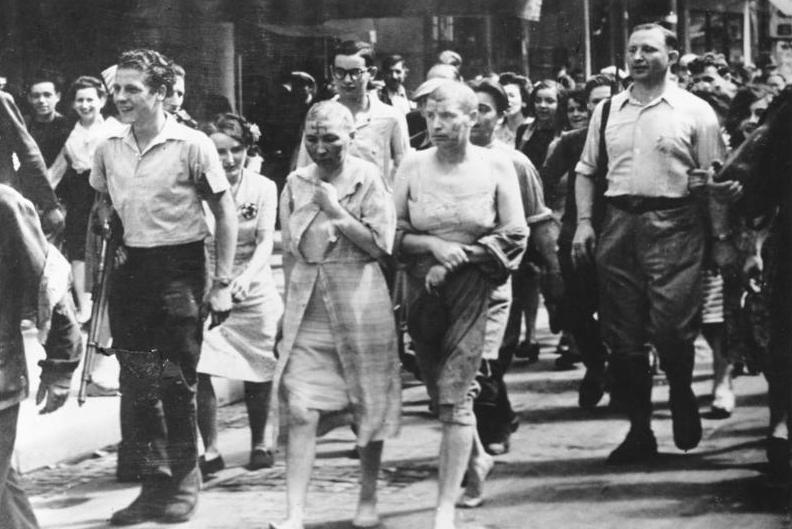
Des femmes accusées d'avoir eu des relations sexuelles avec les Allemands ont la tête tondue (21 juin 1944).
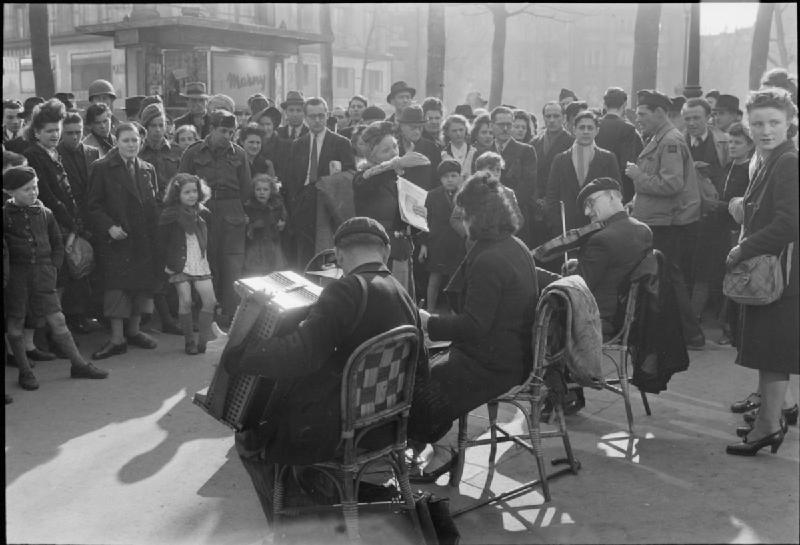
Des musiciens se produisent dans une rue de Paris au printemps 1945. Plusieurs soldats américains figurent parmi la foule.

## Culture populaire
Plusieurs films ayant trait à l’Occupation allemande ont pour cadre et été tournés à Paris :
- 1956 : La Traversée de Paris
- 1966 : La Grande Vadrouille
- 1966 : Paris brûle-t-il ?
- 1969 : L'Armée des ombres
- 1974: Les Guichets du Louvre
- 1976 : Monsieur Klein
- 1980 : Le Dernier Métro
- 1981  : Au bon beurre (téléfilm)
- 1983 : Papy fait de la résistance
- 2002 : Monsieur Batignole
- 2002 : Laissez-passer
- 2008 : Les Femmes de l'ombre
- 2009 : L'Armée du crime
- 2010 : La Rafle
- 2014 : Diplomatie

- Paris : Les lieux secrets de l'Occupation : téléfilm documentaire de Stanislas Kraland, diffusé en 2017

- Le jeu vidéo The Saboteur (2009) se déroule à Paris sous l'Occupation. Une mission d’Assassin's Creed Unity (2014) permet par ailleurs d'escalader la tour Eiffel, de nuit, sous l'Occupation.